# Aeropuerto Internacional de Charlotte-Douglas
El Aeropuerto Internacional Douglas (del inglés: Charlotte/Douglas International Airport) (IATA: CLT, OACI: KCLT, FAA LID: CLT) es un aeropuerto internacional civil y militar situado en Charlotte, Carolina del Norte, Estados Unidos. Fundado en 1935 como el Aeropuerto Municipal de Charlotte, en 1954 el aeropuerto fue renombrado Aeropuerto Municipal de Douglas después de que el exalcalde de Charlotte Ben Elbert Douglas, Sr. El aeropuerto ganó su nombre actual en 1982 y, a partir de octubre de 2015, es el segundo más grande Centro de conexiones de American Airlines después del Aeropuerto Internacional de Dallas-Fort Worth, con servicio a 154 destinos nacionales e internacionales. A partir de 2015, fue el sexto aeropuerto más ocupado en los Estados Unidos, clasificado por el tráfico de pasajeros y por los movimientos de aviones.  Charlotte es el aeropuerto más grande de los Estados Unidos sin servicio directo a Asia. El aeropuerto es una importante puerta de entrada al Caribe.

## Salas
Sala A
- La Sala A tiene 12 puertas y es el único vestíbulo no utilizado por American Airlines. Es utilizado por Air Canada, Delta Air Lines, Frontier Airlines, JetBlue, Southwest Airlines, United Airlines y Via Air. Se inauguró en 1986.

Sala B
- La Sala B tiene 16 puertas y se utiliza para los vuelos de American Airlines. Junto con la Sala C, esta terminal abrió sus puertas en 1982.

Sala C
- La Sala C tiene 18 puertas y se utiliza para vuelos de American Airlines.

Sala D
- La Sala D tiene 13 puertas y sirve como la terminal internacional. Todas las llegadas internacionales sin predespacho de aduanas son manejadas en esta instalación. También, American Airlines opera algunos vuelos domésticos de esta sala. También es utilizado por Lufthansa. Se inauguró en 1990.

Sala E
- La Sala E tiene 38 puertas y es utilizada enteramente para los vuelos de American Eagle, operando algo más de 340 vuelos por día (lo que la convierte en la operación express más grande del mundo). Se abrió en 2002. Las puertas E1 a E3 están disponibles para cualquier compañía aérea

Nueva Sala Internacional (Sala F)
- Una nueva sala como terminal separada se propuso para comenzar la construcción en 2015 donde estaba la zona de alquiler de coches anterior. Se espera que el nuevo edificio de la terminal tenga de 20 a 25 puertas y será ocupado por más aerolíneas internacionales nuevas en el aeropuerto. Todavía está por anunciarse.[5]

### Salas VIP
Admirals Club 
Salas B y conector C/D
USO Lounge: Atrio
Había un Club de US Airways adicional ubicado en la Sala D, que fue cerrado debido a la reducción de costos de US Airways.
British Airways también operó un salón en el atrio principal, que se convirtió en un salón de USO después de que cancelaron el servicio a Charlotte.

## Aerolíneas y destinos

### Pasajeros
| Aerolíneas           | Destinos | Sala    |
| -------------------- | --- | ------- |
| Air Canada           | Estacional: Toronto-Pearson | A       |
| Air Canada Express   | Toronto–Pearson | A       |
| American Airlines    | Albany, Aruba, Asheville, Atlanta, Austin, Baltimore, Barbados, Bermudas, Boston, Búfalo, Cancún, Cayo Hueso, Cedar Rapids/Iowa City, Charleston (SC), Chicago–O'Hare, Cincinnati, Ciudad de México, Cleveland, Columbus–Glenn, Curazao, Dallas/Fort Worth, Denver, Des Moines, Destin/Fort Walton Beach, Detroit, Fayetteville/Bentonville, Filadelfia, Fort Lauderdale, Fort Myers, Fráncfort, Gran Caimán, Grand Rapids, Greensboro, Greenville/Spartanburg, Harrisburg, Hartford, Houston–Intercontinental, Indianápolis, Jacksonville (FL), Kansas City, Las Vegas, Liberia (CR), Londres–Heathrow, Los Ángeles, Louisville, Madison, Madrid, Memphis, Miami, Milwaukee, Mineápolis/St. Paul, Montego Bay, Múnich, Myrtle Beach, Nashville, Nasáu, Newark, Norfolk, Nueva Orleans, Nueva York–JFK, Nueva York–LaGuardia, Oklahoma City, Omaha, Ontario, Orange County, Orlando, Pensacola, Phoenix–Sky Harbor, Pittsburgh, Portland (ME), Portland (OR), Providence, Providenciales, Punta Cana, Raleigh/Durham, Richmond, Rochester (NY), Sacramento, Salt Lake City, San Antonio, San Diego, San Francisco, San José de Costa Rica, San Juan, San Luis, San Martín, Santa Lucía–Hewanorra, Santo Tomás, Sarasota, Savannah, Seattle/Tacoma, Sioux Falls, Siracusa, Tampa, Tulsa, Tulum, Washington–National, West Palm Beach, Wilmington (NC) Estacional: Albuquerque (inicia el 3 de octubre de 2025), Antigua, Atenas, Bangor, Birmingham (AL), Bozeman, Burlington (VT), Calgary, Ciudad de Belice, Cozumel, Daytona Beach, Dublín, Eagle County (inicia el 18 de diciembre de 2025), George Town, Granada, Jackson Hole, Knoxville, Little Rock, Mánchester (NH), Panama City (FL), París–Charles de Gaulle, Puerto Plata, Rapid City, Roma–Fiumicino, San José del Cabo, San Cristóbal y Nieves, San Vicente–Argyle, Santa Cruz, Vancouver, Wilkes-Barre/Scranton | B, C, D |
| American Eagle       | Akron/Canton, Allentown, Appleton, Asheville, Atlanta, Augusta (GA), Bangor, Baton Rouge, Birmingham (AL), Burlington (VT), Cayo Hueso, Charleston (SC), Charleston (WV), Charlottesville, Chattanooga, Cincinnati, Cleveland, Columbia (SC), Columbus–Glenn, Dayton, Daytona Beach, Des Moines, Destin/Fort Walton Beach, Eleuthera Norte, Erie, Evansville, Fayetteville/Bentonville, Fayetteville (NC), Florence (SC), Fort Wayne, Gainesville, George Town, Greensboro, Greenville (NC), Greenville/Spartanburg, Gulfport/Biloxi, Harrisburg, Hilton Head, Huntington (WV), Huntsville, Indianápolis, Jackson (MS), Jacksonville (FL), Jacksonville (NC), Knoxville, Lafayette, Lexington, Little Rock, Louisville, Lynchburg, Mánchester (NH), Melbourne/Orlando, Mobile, Moline/Quad Cities, Montgomery, Montreal–Trudeau, Myrtle Beach, Nashville, New Bern, Newport News/Williamsburg, Norfolk, Oklahoma City, Omaha, Panama City (FL), Pensacola, Peoria, Pittsburgh, Providence, Richmond, Roanoke, Rochester (NY), Salisbury (MD), San Luis, Savannah, Shreveport, Siracusa, South Bend, Springfield/Branson, Tallahassee, Toronto–Pearson, Traverse City, Tri-Cities (TN), Tulsa, Washington–Dulles, Washington–National, White Plains, Wilkes-Barre/Scranton, Wilmington (NC) Estacional: Aspen (inicia el 19 de diciembre de 2025), Cedar Rapids/Iowa City, Freeport, Governor's Harbour, Marsh Harbour, Martha’s Vineyard, Milwaukee, Nantucket, Portland (ME), Quebec, Sarasota | B, C, E |
| Contour Airlines     | Altoona, Beckley, Clarksburg (WV), Lewisburg (WV), Muscle Shoals, Paducah, Shenandoah Valley | A       |
| Delta Air Lines      | Atlanta, Detroit, Mineápolis/St. Paul, Salt Lake City | A       |
| Delta Connection     | Boston, Nueva York–JFK, Nueva York–LaGuardia | A       |
| Etihad Airways       | Abu Dabi (inicia el 4 de mayo de 2026) | ASA     |
| Frontier Airlines    | Baltimore, Boston, Chicago–O'Hare, Dallas/Fort Worth, Denver, Filadelfia, Houston-Intercontinental, Miami, Nueva York–LaGuardia, Orlando, Tampa | A       |
| Lufthansa            | Múnich | D       |
| Southwest Airlines   | Baltimore, Chicago–Midway, Dallas–Love, Denver, Nashville, San Luis Estacional: Houston–Hobby | A       |
| Spirit Airlines      | Baltimore, Boston, Chicago–O'Hare, Dallas/Fort Worth, Detroit, Filadelfia, Fort Myers, Fort Lauderdale, Indianápolis, Las Vegas, Los Ángeles, Miami, Nashville, Newark, Nueva Orleans, Nueva York–LaGuardia, Orlando, Tampa | A       |
| Sun Country Airlines | Estacional: Mineápolis/St. Paul | A       |
| United Airlines      | Chicago–O'Hare, Denver, Houston–Intercontinental, Newark | A       |
| United Express       | Houston–Intercontinental, Newark, Washington–Dulles Estacional: Chicago–O'Hare | A       |
| Volaris              | Guadalajara | D       |

### Carga
| Aerolíneas    | Destinos                                                |
| ------------- | ------------------------------------------------------- |
| Amazon Air    | Cincinnati, Ontario, Riverside/March Air Base, San Juan |
| FedEx Express | Greensboro, Indianápolis, Memphis Estacional: Newark    |
| UPS Airlines  | Filadelfia, Louisville, Raleigh/Durham                  |

### Destinos nacionales

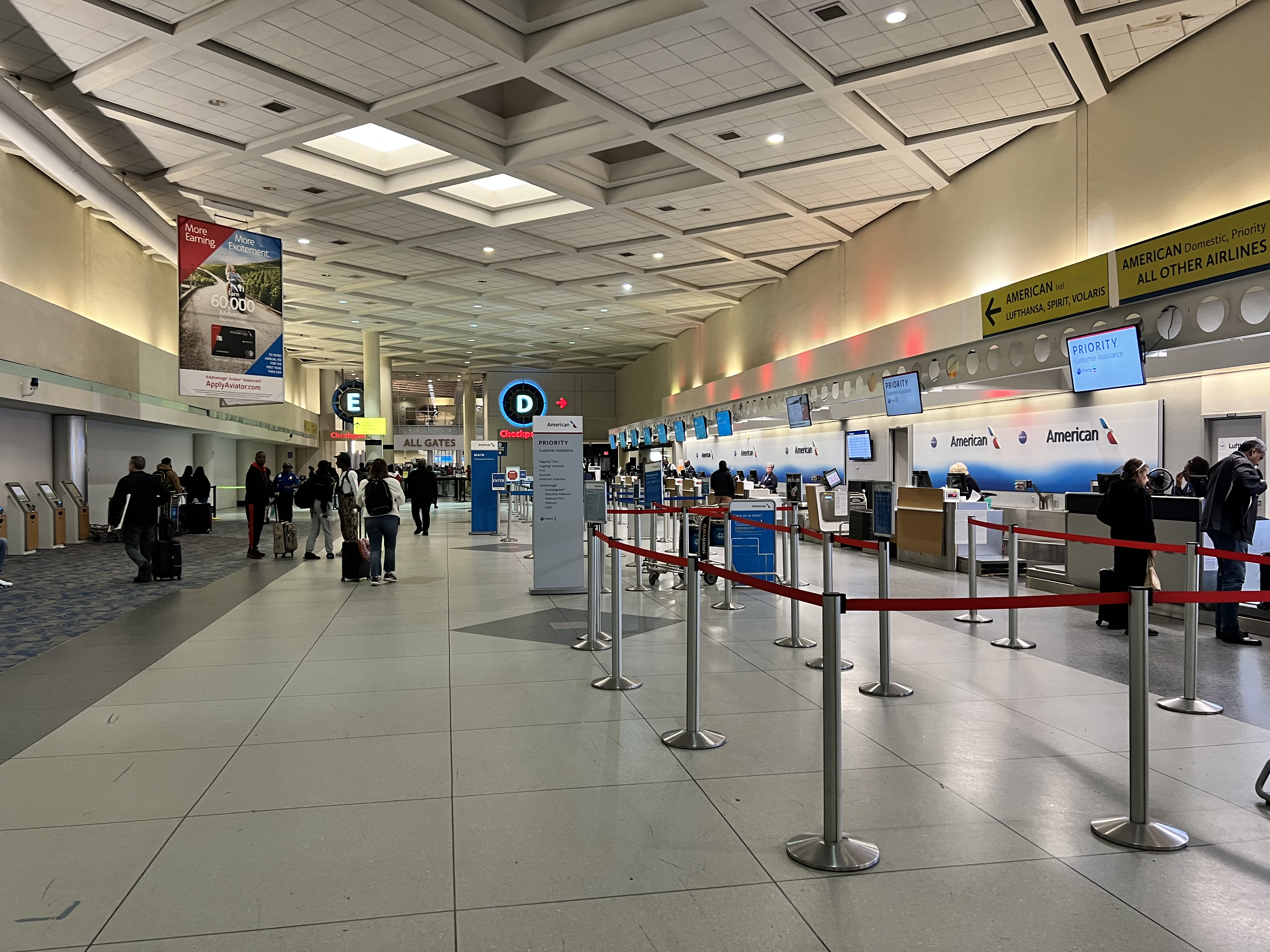
Mostradores de documentación de American Airlines.

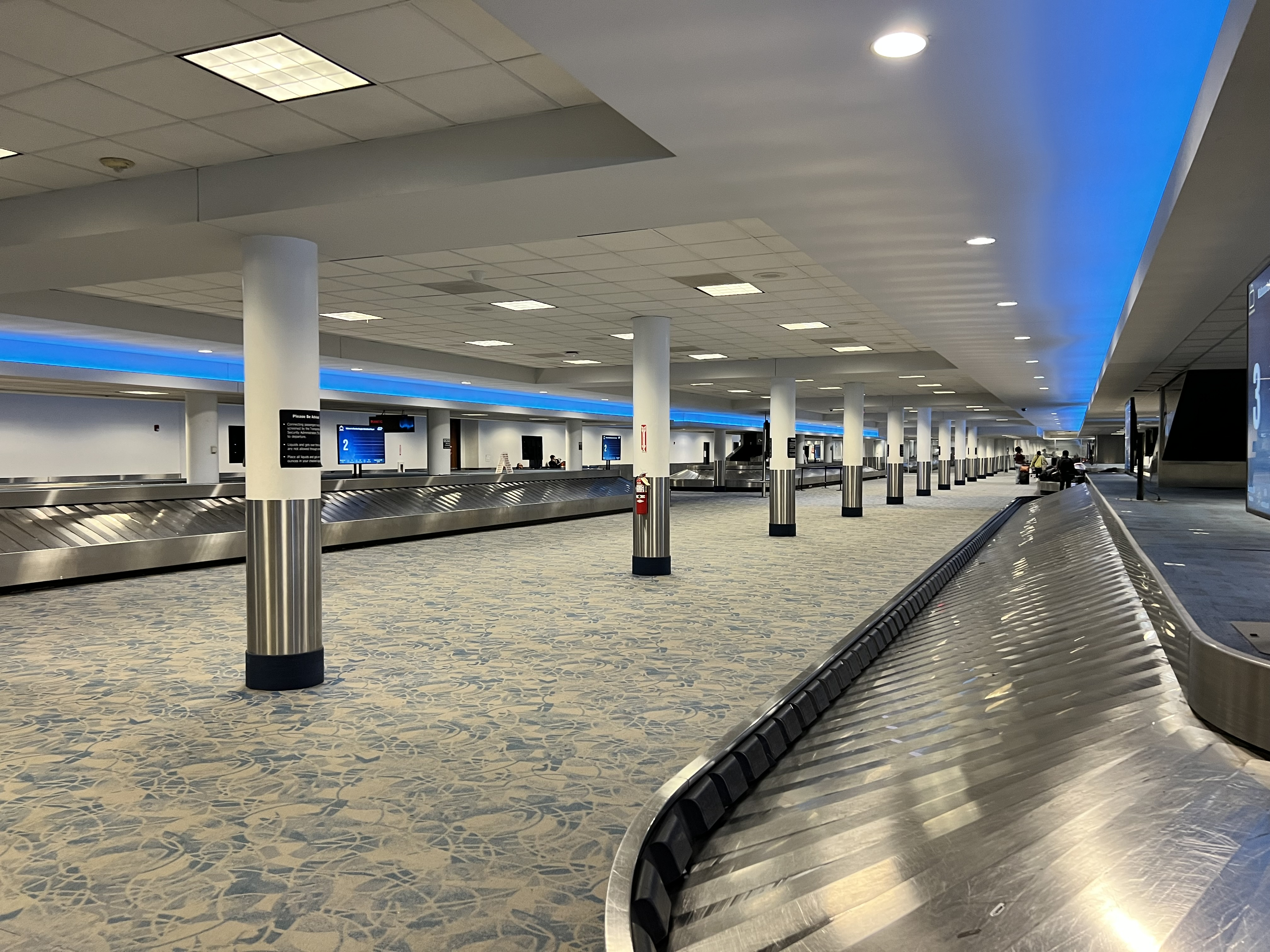
Banda de reclamo de equipaje internacional.

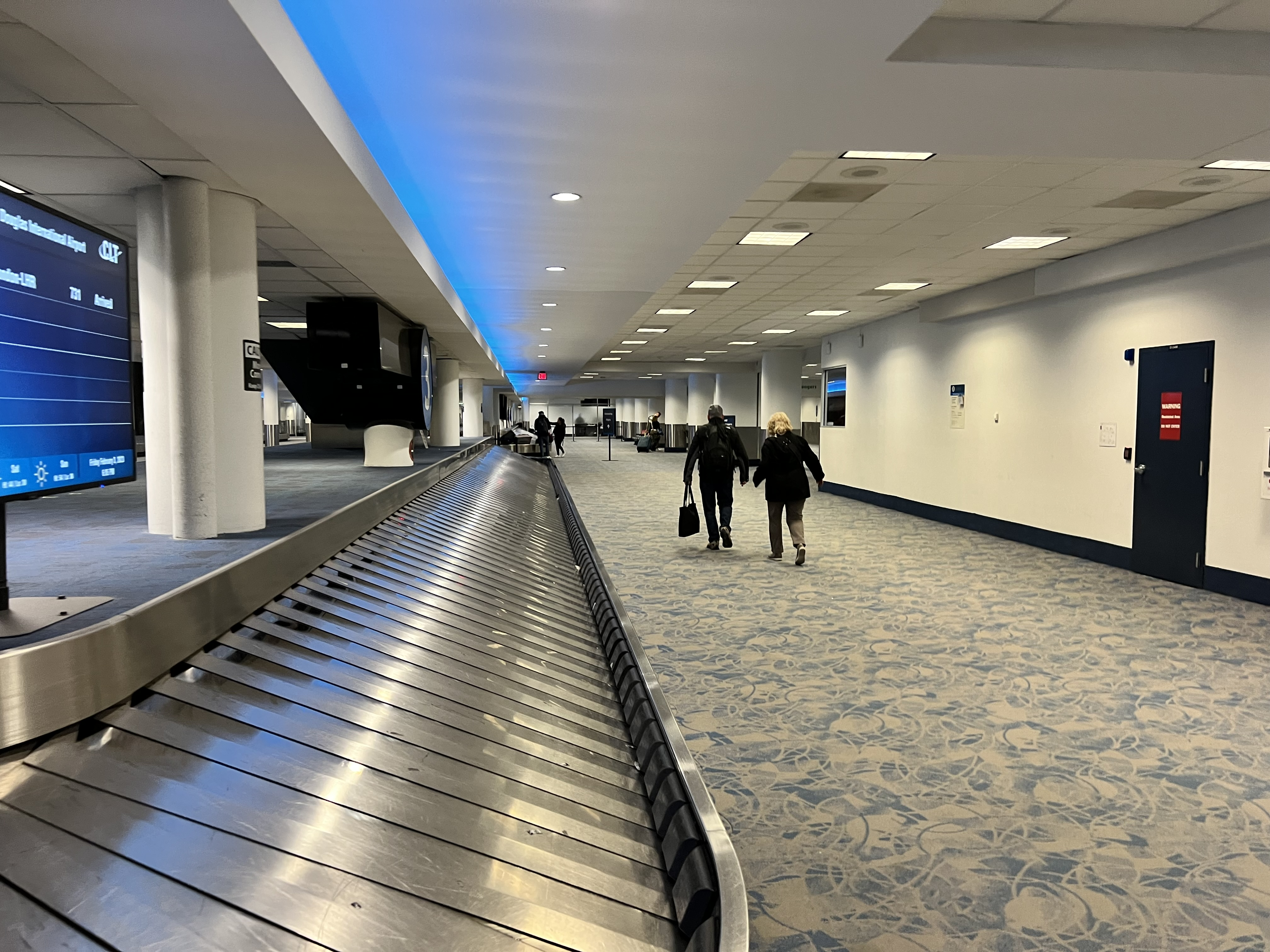
Banda de reclamo de equipaje internacional.

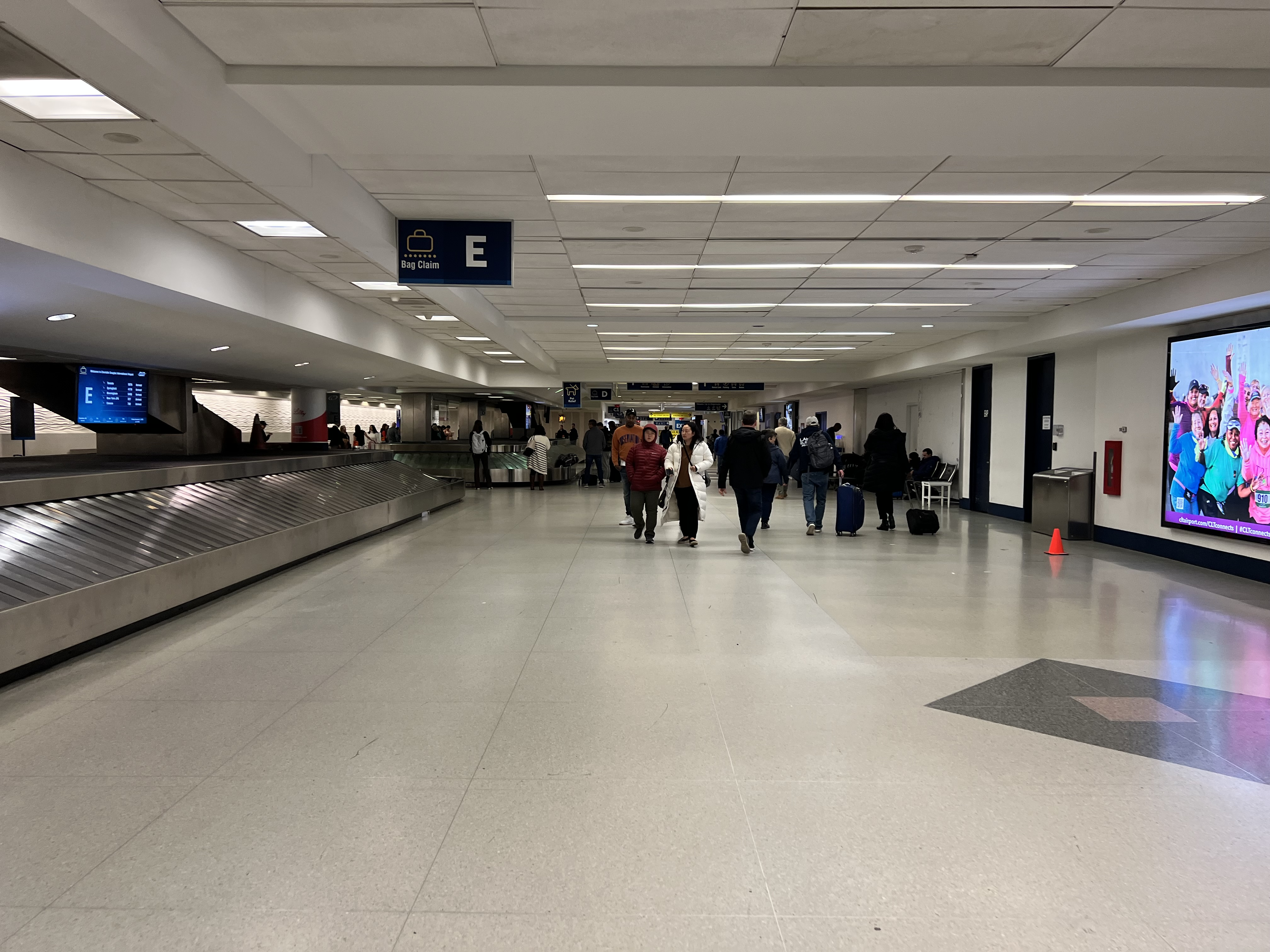
Banda de reclamo de equipaje nacional.

Se brinda servicio a 148 ciudades dentro del país a cargo de 11 aerolíneas. 
| Destinos nacionales del Aeropuerto de Charlotte CLT ALB ABQ AOO CAK ABE ATW ASE ATL AVL AGS AUS BWI BGR BTR BKW BHM TRI BOS BZN BUF BTV EYW CID CHS CRW CHA ORD MDW CVG CHO CKB CLE CMH CAE DFW DAL DAY DAB DEN DSM DTW EGE ERI EVV FAY XNA PHL FLO FLL VPS FWA RSW GNV PGV GSP GSO GRR GPT MDT HHH BDL IAH HOU HTS HSV IND JAN JAX JAC OAJ MCI TYS LFT LAS LWB LEX LIT LAX SDF LYH MSN MHT MVY MLB MEM MIA MKE MSP MOB MLI MGM MSL MYR ACK BNA EWN EWR PHF ORF MSY LGA JFK OKC OMA ONT SNA MCO PAH ECP PNS PIA PHX PIT PDX PWM PVD RDU RAP RIC ROA ROC SMF SBY SLC SAT SGJ SAN SFO STL SRQ SAV SEA SHD SHV FSD SGF SYR SBN TLH TPA TVC TUL DCA IAD PBI HPN AVP ILM | Destinos nacionales del Aeropuerto de Charlotte CLT ALB ABQ AOO CAK ABE ATW ASE ATL AVL AGS AUS BWI BGR BTR BKW BHM TRI BOS BZN BUF BTV EYW CID CHS CRW CHA ORD MDW CVG CHO CKB CLE CMH CAE DFW DAL DAY DAB DEN DSM DTW EGE ERI EVV FAY XNA PHL FLO FLL VPS FWA RSW GNV PGV GSP GSO GRR GPT MDT HHH BDL IAH HOU HTS HSV IND JAN JAX JAC OAJ MCI TYS LFT LAS LWB LEX LIT LAX SDF LYH MSN MHT MVY MLB MEM MIA MKE MSP MOB MLI MGM MSL MYR ACK BNA EWN EWR PHF ORF MSY LGA JFK OKC OMA ONT SNA MCO PAH ECP PNS PIA PHX PIT PDX PWM PVD RDU RAP RIC ROA ROC SMF SBY SLC SAT SGJ SAN SFO STL SRQ SAV SEA SHD SHV FSD SGF SYR SBN TLH TPA TVC TUL DCA IAD PBI HPN AVP ILM | Destinos nacionales del Aeropuerto de Charlotte CLT ALB ABQ AOO CAK ABE ATW ASE ATL AVL AGS AUS BWI BGR BTR BKW BHM TRI BOS BZN BUF BTV EYW CID CHS CRW CHA ORD MDW CVG CHO CKB CLE CMH CAE DFW DAL DAY DAB DEN DSM DTW EGE ERI EVV FAY XNA PHL FLO FLL VPS FWA RSW GNV PGV GSP GSO GRR GPT MDT HHH BDL IAH HOU HTS HSV IND JAN JAX JAC OAJ MCI TYS LFT LAS LWB LEX LIT LAX SDF LYH MSN MHT MVY MLB MEM MIA MKE MSP MOB MLI MGM MSL MYR ACK BNA EWN EWR PHF ORF MSY LGA JFK OKC OMA ONT SNA MCO PAH ECP PNS PIA PHX PIT PDX PWM PVD RDU RAP RIC ROA ROC SMF SBY SLC SAT SGJ SAN SFO STL SRQ SAV SEA SHD SHV FSD SGF SYR SBN TLH TPA TVC TUL DCA IAD PBI HPN AVP ILM | Destinos nacionales del Aeropuerto de Charlotte CLT ALB ABQ AOO CAK ABE ATW ASE ATL AVL AGS AUS BWI BGR BTR BKW BHM TRI BOS BZN BUF BTV EYW CID CHS CRW CHA ORD MDW CVG CHO CKB CLE CMH CAE DFW DAL DAY DAB DEN DSM DTW EGE ERI EVV FAY XNA PHL FLO FLL VPS FWA RSW GNV PGV GSP GSO GRR GPT MDT HHH BDL IAH HOU HTS HSV IND JAN JAX JAC OAJ MCI TYS LFT LAS LWB LEX LIT LAX SDF LYH MSN MHT MVY MLB MEM MIA MKE MSP MOB MLI MGM MSL MYR ACK BNA EWN EWR PHF ORF MSY LGA JFK OKC OMA ONT SNA MCO PAH ECP PNS PIA PHX PIT PDX PWM PVD RDU RAP RIC ROA ROC SMF SBY SLC SAT SGJ SAN SFO STL SRQ SAV SEA SHD SHV FSD SGF SYR SBN TLH TPA TVC TUL DCA IAD PBI HPN AVP ILM | Destinos nacionales del Aeropuerto de Charlotte CLT ALB ABQ AOO CAK ABE ATW ASE ATL AVL AGS AUS BWI BGR BTR BKW BHM TRI BOS BZN BUF BTV EYW CID CHS CRW CHA ORD MDW CVG CHO CKB CLE CMH CAE DFW DAL DAY DAB DEN DSM DTW EGE ERI EVV FAY XNA PHL FLO FLL VPS FWA RSW GNV PGV GSP GSO GRR GPT MDT HHH BDL IAH HOU HTS HSV IND JAN JAX JAC OAJ MCI TYS LFT LAS LWB LEX LIT LAX SDF LYH MSN MHT MVY MLB MEM MIA MKE MSP MOB MLI MGM MSL MYR ACK BNA EWN EWR PHF ORF MSY LGA JFK OKC OMA ONT SNA MCO PAH ECP PNS PIA PHX PIT PDX PWM PVD RDU RAP RIC ROA ROC SMF SBY SLC SAT SGJ SAN SFO STL SRQ SAV SEA SHD SHV FSD SGF SYR SBN TLH TPA TVC TUL DCA IAD PBI HPN AVP ILM | Destinos nacionales del Aeropuerto de Charlotte CLT ALB ABQ AOO CAK ABE ATW ASE ATL AVL AGS AUS BWI BGR BTR BKW BHM TRI BOS BZN BUF BTV EYW CID CHS CRW CHA ORD MDW CVG CHO CKB CLE CMH CAE DFW DAL DAY DAB DEN DSM DTW EGE ERI EVV FAY XNA PHL FLO FLL VPS FWA RSW GNV PGV GSP GSO GRR GPT MDT HHH BDL IAH HOU HTS HSV IND JAN JAX JAC OAJ MCI TYS LFT LAS LWB LEX LIT LAX SDF LYH MSN MHT MVY MLB MEM MIA MKE MSP MOB MLI MGM MSL MYR ACK BNA EWN EWR PHF ORF MSY LGA JFK OKC OMA ONT SNA MCO PAH ECP PNS PIA PHX PIT PDX PWM PVD RDU RAP RIC ROA ROC SMF SBY SLC SAT SGJ SAN SFO STL SRQ SAV SEA SHD SHV FSD SGF SYR SBN TLH TPA TVC TUL DCA IAD PBI HPN AVP ILM | Destinos nacionales del Aeropuerto de Charlotte CLT ALB ABQ AOO CAK ABE ATW ASE ATL AVL AGS AUS BWI BGR BTR BKW BHM TRI BOS BZN BUF BTV EYW CID CHS CRW CHA ORD MDW CVG CHO CKB CLE CMH CAE DFW DAL DAY DAB DEN DSM DTW EGE ERI EVV FAY XNA PHL FLO FLL VPS FWA RSW GNV PGV GSP GSO GRR GPT MDT HHH BDL IAH HOU HTS HSV IND JAN JAX JAC OAJ MCI TYS LFT LAS LWB LEX LIT LAX SDF LYH MSN MHT MVY MLB MEM MIA MKE MSP MOB MLI MGM MSL MYR ACK BNA EWN EWR PHF ORF MSY LGA JFK OKC OMA ONT SNA MCO PAH ECP PNS PIA PHX PIT PDX PWM PVD RDU RAP RIC ROA ROC SMF SBY SLC SAT SGJ SAN SFO STL SRQ SAV SEA SHD SHV FSD SGF SYR SBN TLH TPA TVC TUL DCA IAD PBI HPN AVP ILM | Destinos nacionales del Aeropuerto de Charlotte CLT ALB ABQ AOO CAK ABE ATW ASE ATL AVL AGS AUS BWI BGR BTR BKW BHM TRI BOS BZN BUF BTV EYW CID CHS CRW CHA ORD MDW CVG CHO CKB CLE CMH CAE DFW DAL DAY DAB DEN DSM DTW EGE ERI EVV FAY XNA PHL FLO FLL VPS FWA RSW GNV PGV GSP GSO GRR GPT MDT HHH BDL IAH HOU HTS HSV IND JAN JAX JAC OAJ MCI TYS LFT LAS LWB LEX LIT LAX SDF LYH MSN MHT MVY MLB MEM MIA MKE MSP MOB MLI MGM MSL MYR ACK BNA EWN EWR PHF ORF MSY LGA JFK OKC OMA ONT SNA MCO PAH ECP PNS PIA PHX PIT PDX PWM PVD RDU RAP RIC ROA ROC SMF SBY SLC SAT SGJ SAN SFO STL SRQ SAV SEA SHD SHV FSD SGF SYR SBN TLH TPA TVC TUL DCA IAD PBI HPN AVP ILM | Destinos nacionales del Aeropuerto de Charlotte CLT ALB ABQ AOO CAK ABE ATW ASE ATL AVL AGS AUS BWI BGR BTR BKW BHM TRI BOS BZN BUF BTV EYW CID CHS CRW CHA ORD MDW CVG CHO CKB CLE CMH CAE DFW DAL DAY DAB DEN DSM DTW EGE ERI EVV FAY XNA PHL FLO FLL VPS FWA RSW GNV PGV GSP GSO GRR GPT MDT HHH BDL IAH HOU HTS HSV IND JAN JAX JAC OAJ MCI TYS LFT LAS LWB LEX LIT LAX SDF LYH MSN MHT MVY MLB MEM MIA MKE MSP MOB MLI MGM MSL MYR ACK BNA EWN EWR PHF ORF MSY LGA JFK OKC OMA ONT SNA MCO PAH ECP PNS PIA PHX PIT PDX PWM PVD RDU RAP RIC ROA ROC SMF SBY SLC SAT SGJ SAN SFO STL SRQ SAV SEA SHD SHV FSD SGF SYR SBN TLH TPA TVC TUL DCA IAD PBI HPN AVP ILM | Destinos nacionales del Aeropuerto de Charlotte CLT ALB ABQ AOO CAK ABE ATW ASE ATL AVL AGS AUS BWI BGR BTR BKW BHM TRI BOS BZN BUF BTV EYW CID CHS CRW CHA ORD MDW CVG CHO CKB CLE CMH CAE DFW DAL DAY DAB DEN DSM DTW EGE ERI EVV FAY XNA PHL FLO FLL VPS FWA RSW GNV PGV GSP GSO GRR GPT MDT HHH BDL IAH HOU HTS HSV IND JAN JAX JAC OAJ MCI TYS LFT LAS LWB LEX LIT LAX SDF LYH MSN MHT MVY MLB MEM MIA MKE MSP MOB MLI MGM MSL MYR ACK BNA EWN EWR PHF ORF MSY LGA JFK OKC OMA ONT SNA MCO PAH ECP PNS PIA PHX PIT PDX PWM PVD RDU RAP RIC ROA ROC SMF SBY SLC SAT SGJ SAN SFO STL SRQ SAV SEA SHD SHV FSD SGF SYR SBN TLH TPA TVC TUL DCA IAD PBI HPN AVP ILM |
| Destinos | American Airlines | Spirit Airlines | Frontier Airlines | Southwest Airlines | Delta Air Lines | Contour Airlines | Otra | # | |
| --- | --- | --- | --- | --- | --- | --- | --- | --- | --- |
| Akron (CAK) | • | | | | | | | 1 | |
| Albany (ALB) | • | | | | | | | 1 | |
| Albuquerque (ABQ) | • | | | | | | | 1 | |
| Allentown (ABE) | • | | | | | | | 1 | |
| Altoona (AOO) | | | | | | • | | 1 | |
| Appleton (ATW) | • | | | | | | | 1 | |
| Asheville (AVL) | • | | | | | | | 1 | |
| Aspen (ASE) | • | | | | | | | 1 | |
| Atlanta (ATL) | • | | | | • | | | 2 | |
| Augusta (AGS) | • | | | | | | | 1 | |
| Austin (AUS) | • | | | | | | | 1 | |
| Baltimore (BWI) | • | • | • | • | | | | 4 | |
| Bangor (BGR) | • | | | | | | | 1 | |
| Baton Rouge (BTR) | • | | | | | | | 1 | |
| Beckley (BKW) | | | | | | • | | 1 | |
| Birmingham (BHM) | • | | | | | | | 1 | |
| Boston (BOS) | • | • | • | | • | | | 4 | |
| Bozeman (BZN) | • | | | | | | | 1 | |
| Búfalo (BUF) | • | | | | | | | 1 | |
| Burlington (BTV) | • | | | | | | | 1 | |
| Cayo Hueso (EYW) | • | | | | | | | 1 | |
| Cedar Rapids (CID) | • | | | | | | | 1 | |
| Charleston (CHS) | • | | | | | | | 1 | |
| Charleston (CRW) | • | | | | | | | 1 | |
| Charlottesville (CHO) | • | | | | | | | 1 | |
| Chattanooga (CHA) | • | | | | | | | 1 | |
| Chicago (ORD) | • | • | • | | | | United Airlines | 4 | |
| Chicago (MDW) | | | | • | | | | 1 | |
| Cincinnati (CVG) | • | | | | | | | 1 | |
| Clarksburg (CKB) | | | | | | • | | 1 | |
| Cleveland (CLE) | • | | | | | | | 1 | |
| Columbia (CAE) | • | | | | | | | 1 | |
| Columbus (CMH) | • | | | | | | | 1 | |
| Dallas (DFW) | • | • | • | | | | | 3 | |
| Dallas (DAL) | | | | • | | | | 1 | |
| Dayton (DAY) | • | | | | | | | 1 | |
| Daytona Beach (DAB) | • | | | | | | | 1 | |
| Denver (DEN) | • | | • | • | | | United Airlines | 4 | |
| Des Moines (DSM) | • | | | | | | | 1 | |
| Detroit (DTW) | • | • | | | • | | | 3 | |
| Eagle (EGE) | • | | | | | | | 1 | |
| El Paso (ELP) | • | | | | | | | 1 | |
| Erie (ERI) | • | | | | | | | 1 | |
| Evansville (EVV) | • | | | | | | | 1 | |
| Fayetteville (XNA) | • | | | | | | | 1 | |
| Fayetteville (FAY) | • | | | | | | | 1 | |
| Filadelfia (PHL) | • | • | • | | | | | 3 | |
| Florence (FLO) | • | | | | | | | 1 | |
| Fort Lauderdale (FLL) | • | • | | | | | | 2 | |
| Fort Myers (RSW) | • | • | | | | | | 2 | |
| Fort Walton Beach (VPS) | • | | | | | | | 1 | |
| Fort Wayne (FWA) | • | | | | | | | 1 | |
| Gainesville (GNV) | • | | | | | | | 1 | |
| Grand Rapids (GRR) | • | | | | | | | 1 | |
| Greensboro (GSO) | • | | | | | | | 1 | |
| Greenville (GSP) | • | | | | | | | 1 | |
| Greenville (PGV) | • | | | | | | | 1 | |
| Gulfport (GPT) | • | | | | | | | 1 | |
| Harrisburg (MDT) | • | | | | | | | 1 | |
| Hartford (BDL) | • | | | | | | | 1 | |
| Hilton Head (HHH) | • | | | | | | | 1 | |
| Houston (HOU) | | | | • | | | | 1 | |
| Houston (IAH) | • | | • | | | | United Airlines | 3 | |
| Huntington (HTS) | • | | | | | | | 1 | |
| Huntsville (HSV) | • | | | | | | | 1 | |
| Indianápolis (IND) | • | • | | | | | | 2 | |
| Jackson (JAN) | • | | | | | | | 1 | |
| Jacksonville (JAX) | • | | | | | | | 1 | |
| Jacksonville (OAJ) | • | | | | | | | 1 | |
| Jackson Hole (JAC) | • | | | | | | | 1 | |
| Kansas City (MCI) | • | | | | | | | 1 | |
| Knoxville (TYS) | • | | | | | | | 1 | |
| Lafayette (LFT) | • | | | | | | | 1 | |
| Las Vegas (LAS) | • | • | | | | | | 2 | |
| Lewisburg (LWB) | | | | | | • | | 1 | |
| Lexington (LEX) | • | | | | | | | 1 | |
| Little Rock (LIT) | • | | | | | | | 1 | |
| Los Ángeles (LAX) | • | • | | | | | | 2 | |
| Louisville (SDF) | • | | | | | | | 1 | |
| Lynchburg (LYH) | • | | | | | | | 1 | |
| Madison (MSN) | • | | | | | | | 1 | |
| Manchester (MHT) | • | | | | | | | 1 | |
| Martha’s Vineyard (MVY) | • | | | | | | | 1 | |
| Melbourne (MLB) | • | | | | | | | 1 | |
| Memphis (MEM) | • | | | | | | | 1 | |
| Miami (MIA) | • | • | • | | | | | 3 | |
| Milwakee (MKE) | • | | | | | | | 1 | |
| Mineápolis (MSP) | • | | | | • | | Sun Country Airlines | 3 | |
| Mobile (MOB) | • | | | | | | | 1 | |
| Moline (MLI) | • | | | | | | | 1 | |
| Montgomery (MGM) | • | | | | | | | 1 | |
| Muscle Shoals (MSL) | | | | | | • | | 1 | |
| Myrtle Beach (MYR) | • | | | | | | | 1 | |
| Nantucket (ACK) | • | | | | | | | 1 | |
| Nashville (BNA) | • | • | | • | | | | 3 | |
| New Bern (EWN) | • | | | | | | | 1 | |
| Newark (EWR) | • | • | | | | | United Airlines | 3 | |
| Newport News (PHF) | • | | | | | | | 1 | |
| Norfolk (ORF) | • | | | | | | | 1 | |
| Nueva Orleans (MSY) | • | • | | | | | | 2 | |
| Nueva York (LGA) | • | • | • | | • | | | 4 | |
| Nueva York (JFK) | • | | | | • | | | 2 | |
| Oklahoma (OKC) | • | | | | | | | 1 | |
| Omaha (OMA) | • | | | | | | | 1 | |
| Ontario (ONT) | • | | | | | | | 1 | |
| Orange County (SNA) | • | | | | | | | 1 | |
| Orlando (MCO) | • | • | • | | | | | 3 | |
| Paducah (PAH) | | | | | | • | | 1 | |
| Panama City (ECP) | • | | | | | | | 1 | |
| Pensacola (PNS) | • | | | | | | | 1 | |
| Peoria (PIA) | • | | | | | | | 1 | |
| Phoenix (PHX) | • | | | | | | | 1 | |
| Pittsburgh (PIT) | • | | | | | | | 1 | |
| Portland (PDX) | • | | | | | | | 1 | |
| Portland (PWM) | • | | | | | | | 1 | |
| Providence (PVD) | • | | | | | | | 1 | |
| Raleigh (RDU) | • | | | | | | | 1 | |
| Rapid City (RAP) | • | | | | | | | 1 | |
| Richmond (RIC) | • | | | | | | | 1 | |
| Roanoke (ROA) | • | | | | | | | 1 | |
| Rochester (ROC) | • | | | | | | | 1 | |
| Sacramento (SMF) | • | | | | | | | 1 | |
| Salisbury (SBY) | • | | | | | | | 1 | |
| Salt Lake City (SLC) | • | | | | • | | | 2 | |
| San Antonio (SAT) | • | | | | | | | 1 | |
| San Diego (SAN) | • | | | | | | | 1 | |
| San Francisco (SFO) | • | | | | | | | 1 | |
| San Luis (STL) | • | | | • | | | | 2 | |
| Sarasota (SRQ) | • | | | | | | | 1 | |
| Savannah (SAV) | • | | | | | | | 1 | |
| Seattle (SEA) | • | | | | | | | 1 | |
| Shenandoah Valley (SHD) | | | | | | • | | 1 | |
| Shreveport (SHV) | • | | | | | | | 1 | |
| Springfield (SGF) | • | | | | | | | 1 | |
| Sioux Falls (FSD) | • | | | | | | | 1 | |
| Siracusa (SYR) | • | | | | | | | 1 | |
| South Bend (SBN) | • | | | | | | | 1 | |
| Tallahassee (TLH) | • | | | | | | | 1 | |
| Tampa (TPA) | • | • | • | | | | | 3 | |
| Traverse City (TVC) | • | | | | | | | 1 | |
| Tri-Cities (TRI) | • | | | | | | | 1 | |
| Tulsa (TUL) | • | | | | | | | 1 | |
| Washington (IAD) | • | | | | | | United Airlines | 2 | |
| Washington (DCA) | • | | | | | | | 1 | |
| West Palm Beach (PBI) | • | | | | | | | 1 | |
| White Plains (HPN) | • | | | | | | | 1 | |
| Wilkes-Barre (AVP) | • | | | | | | | 1 | |
| Wilmington (ILM) | • | | | | | | | 1 | |
| Total | 138 | 18 | 11 | 7 | 7 | 7 | 6 | 148 | |

### Destinos internacionales

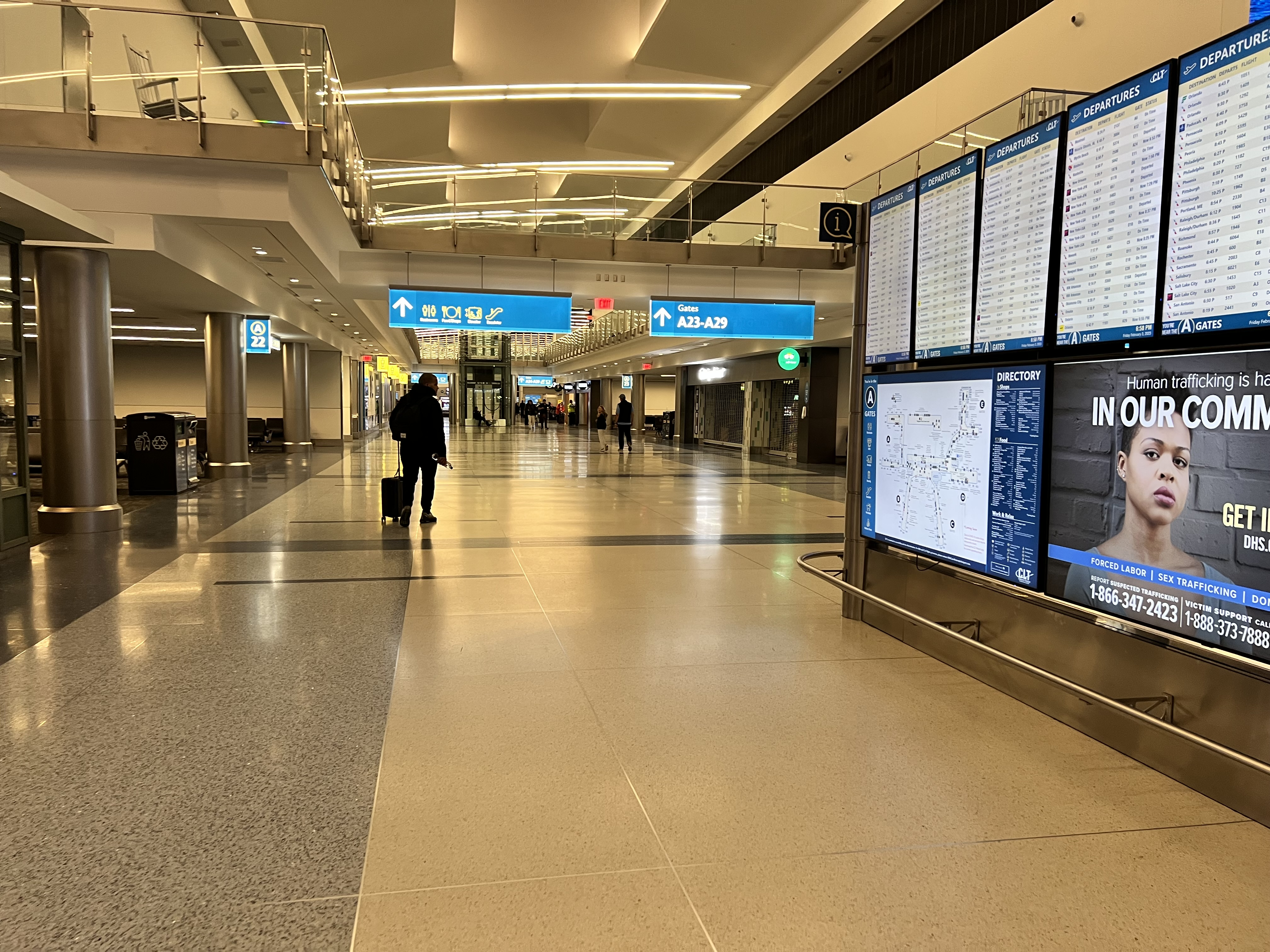
Sala A del aeropuerto.

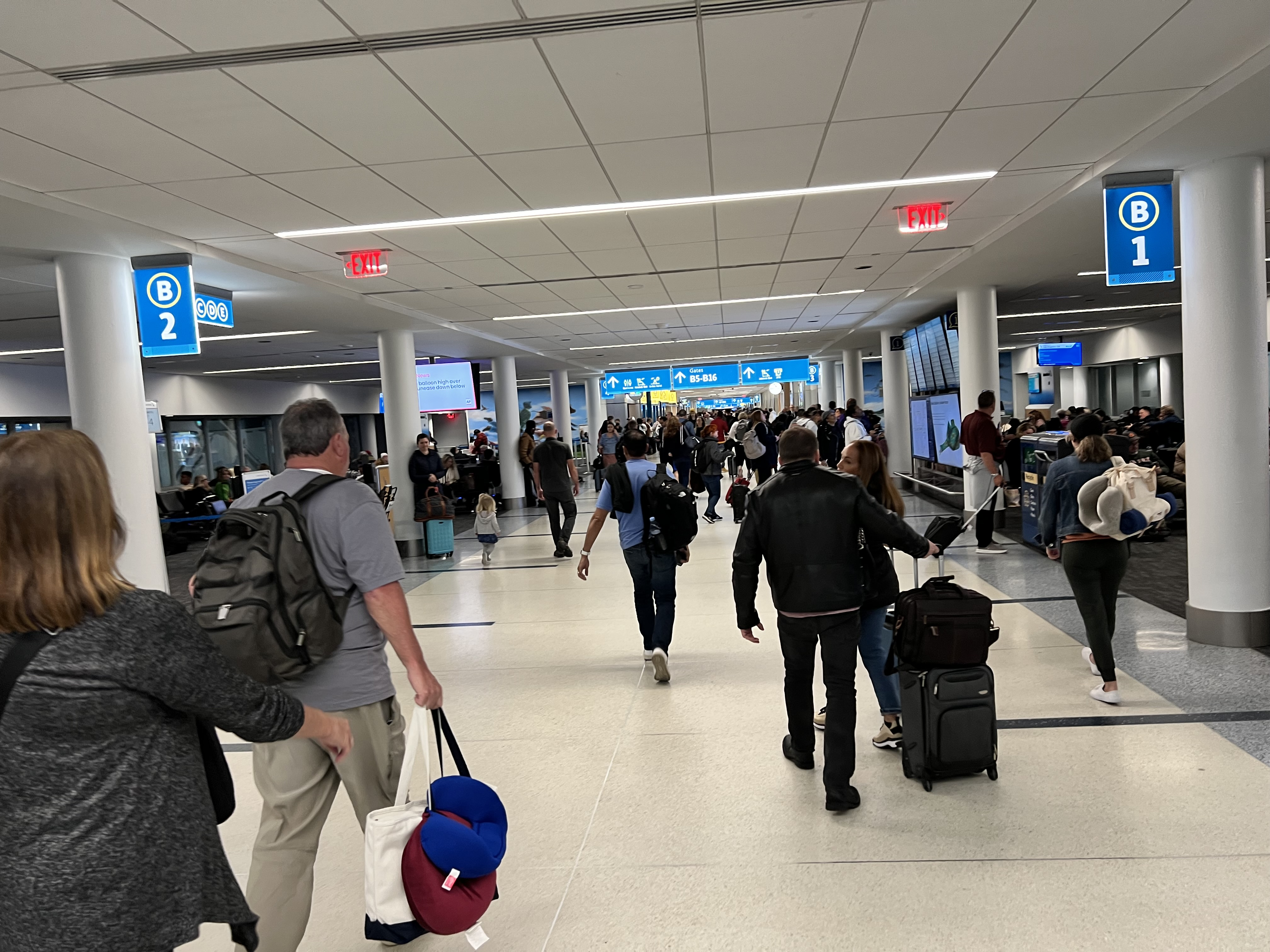
Sala B del aeropuerto.

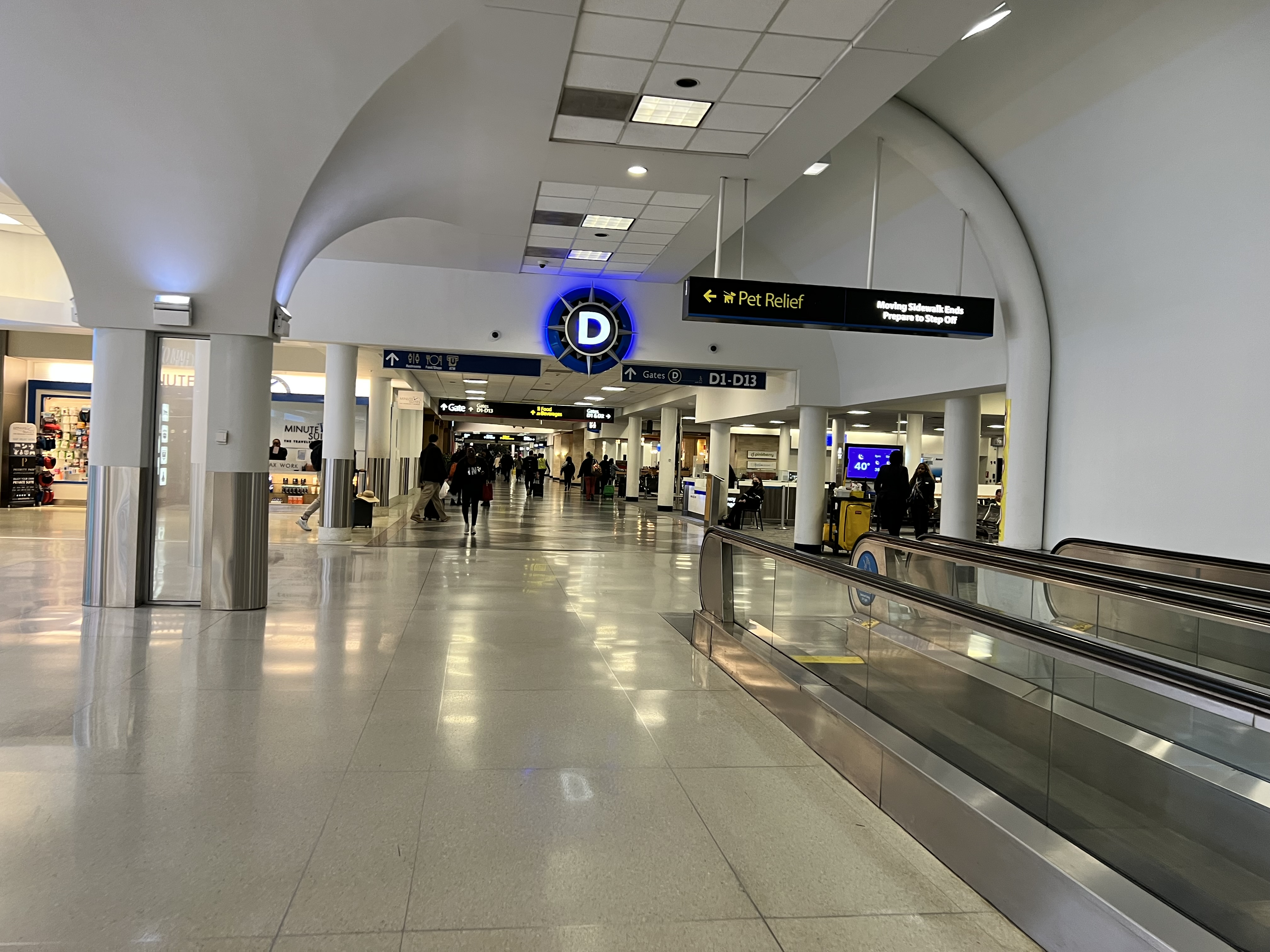
Sala D del aeropuerto.

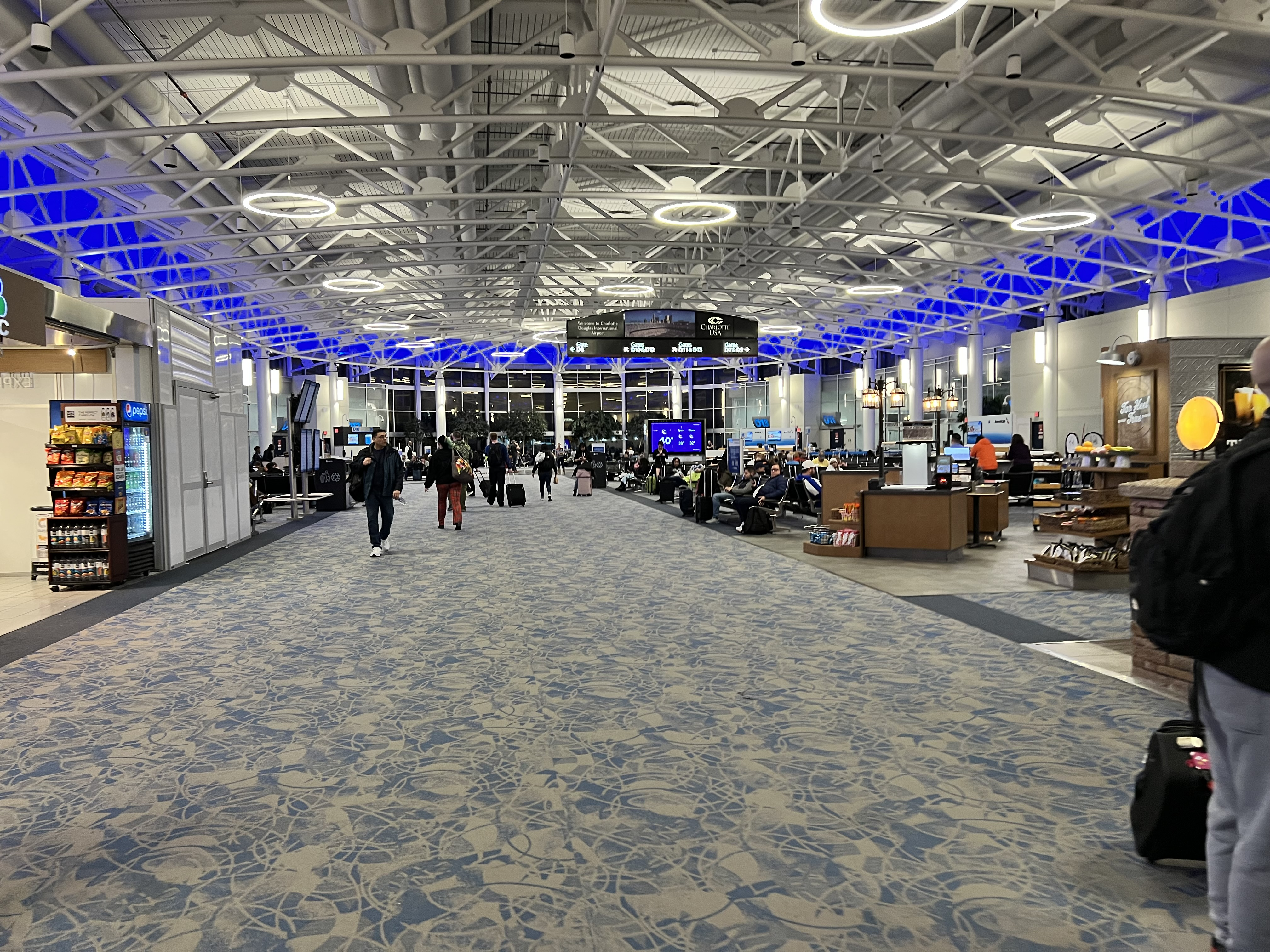
Sala D del aeropuerto.

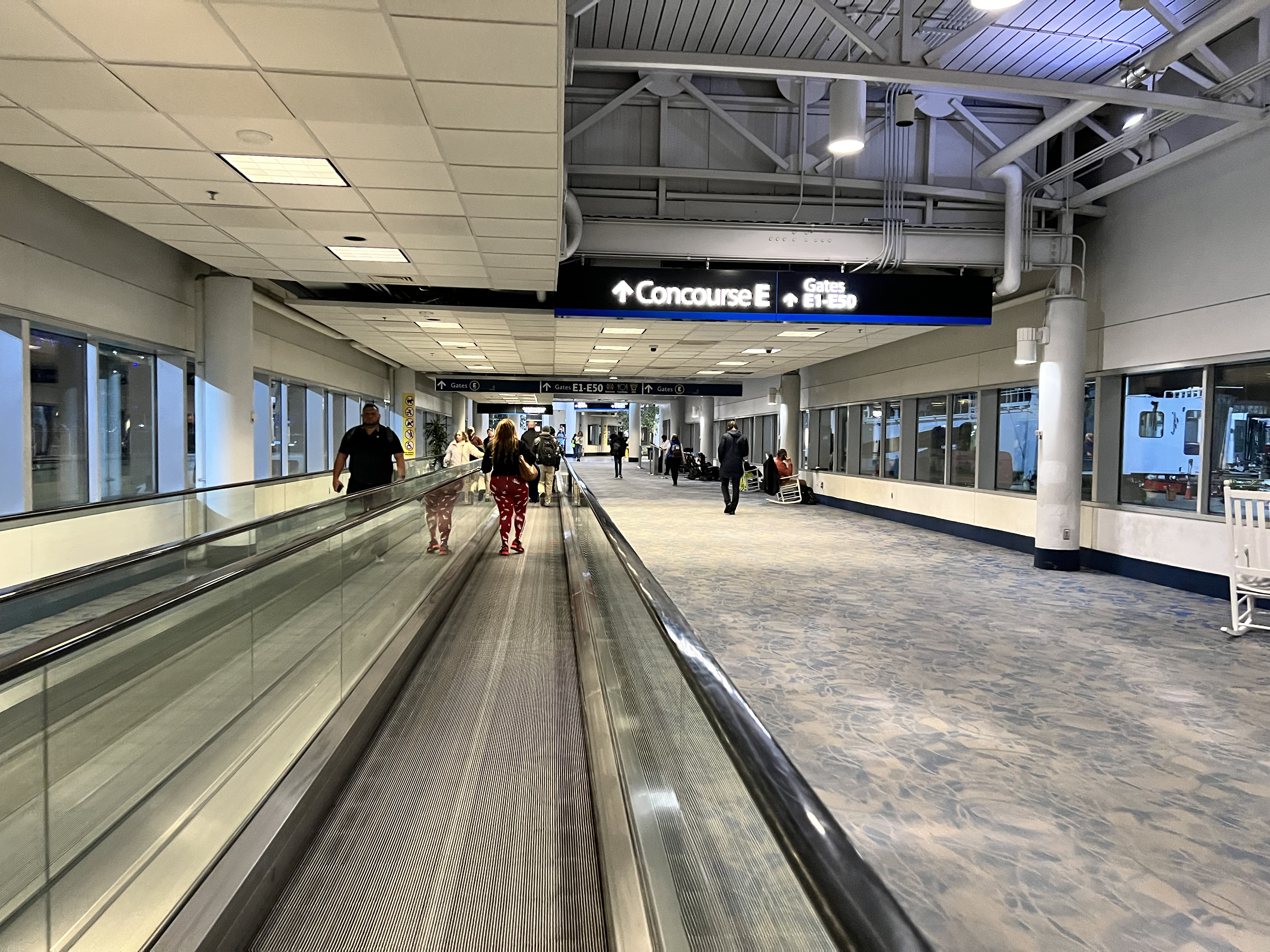
Pasillo principal de la Sala E del aeropuerto.

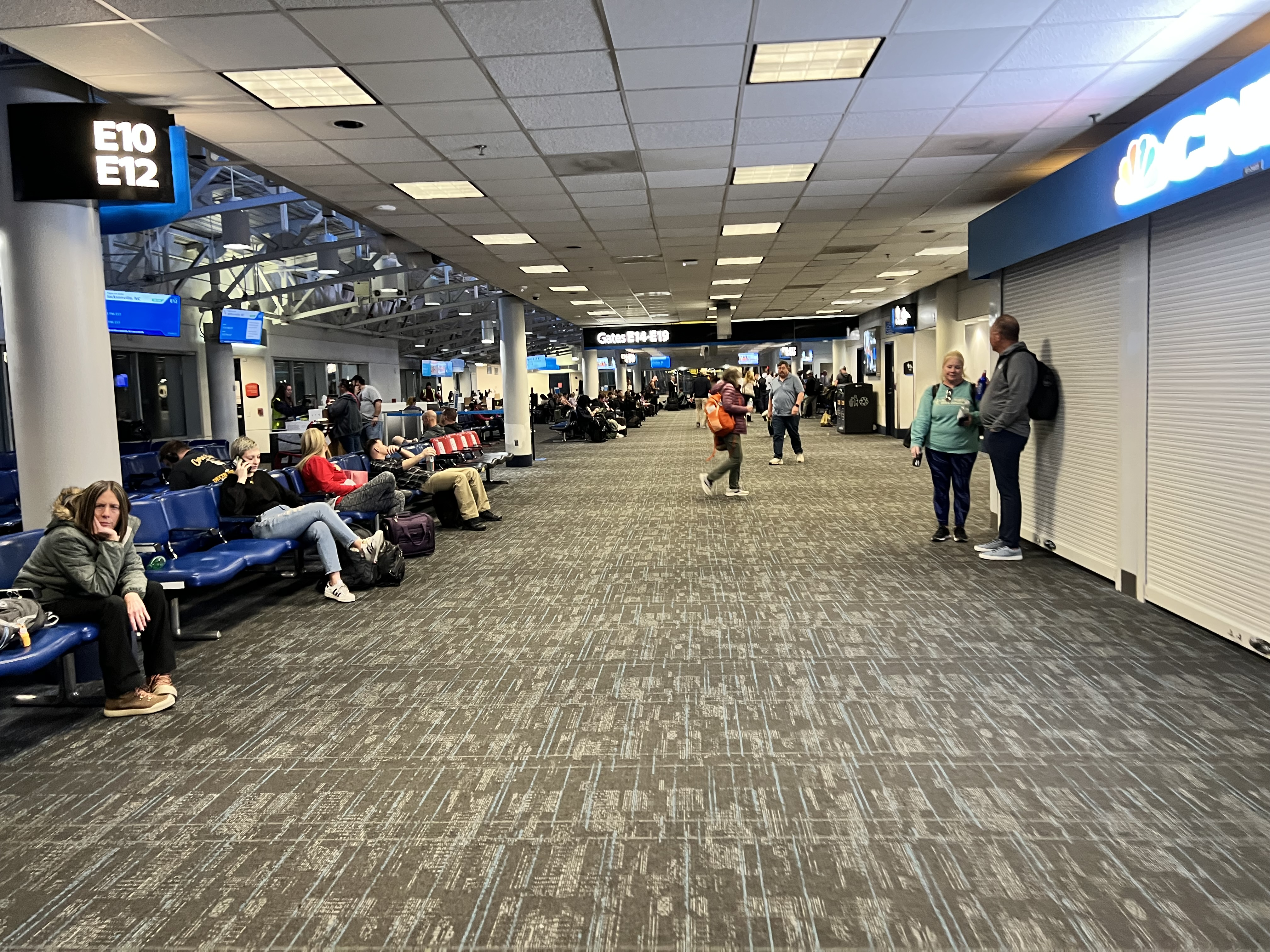
Sala E del aeropuerto.

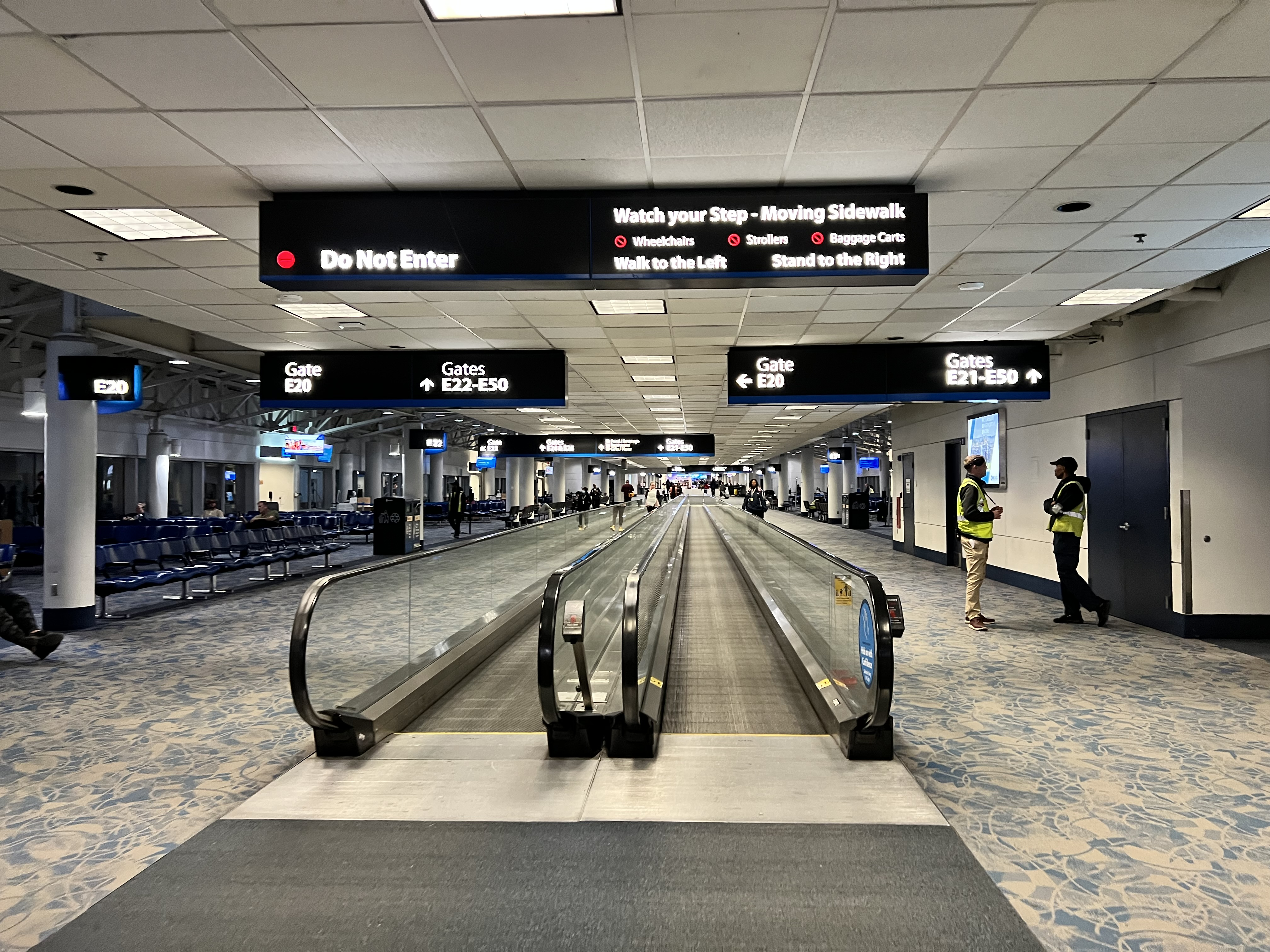
Sala E del aeropuerto.

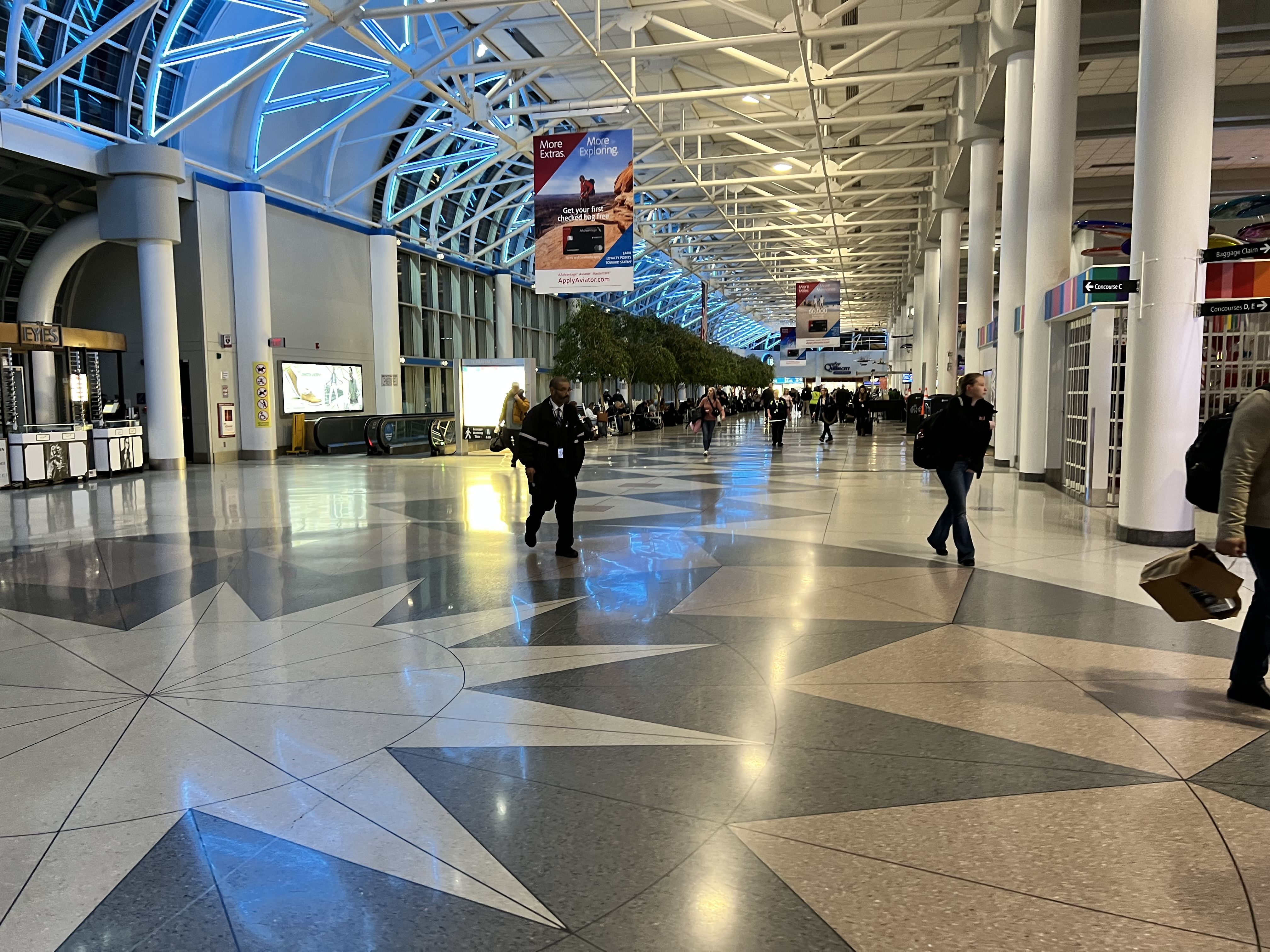
Atrio principal del aeropuerto.

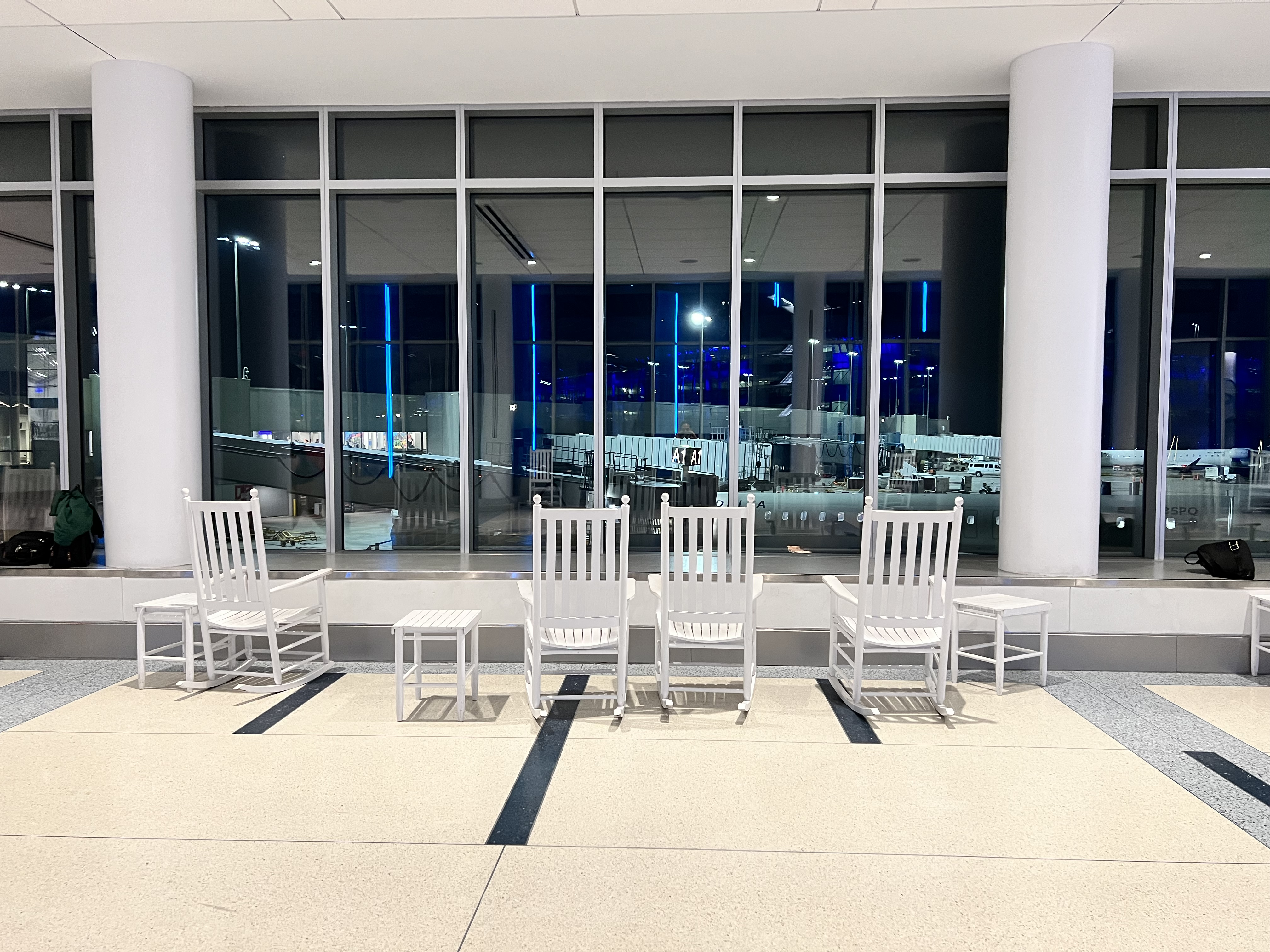
Mecedoras del aeropuerto.

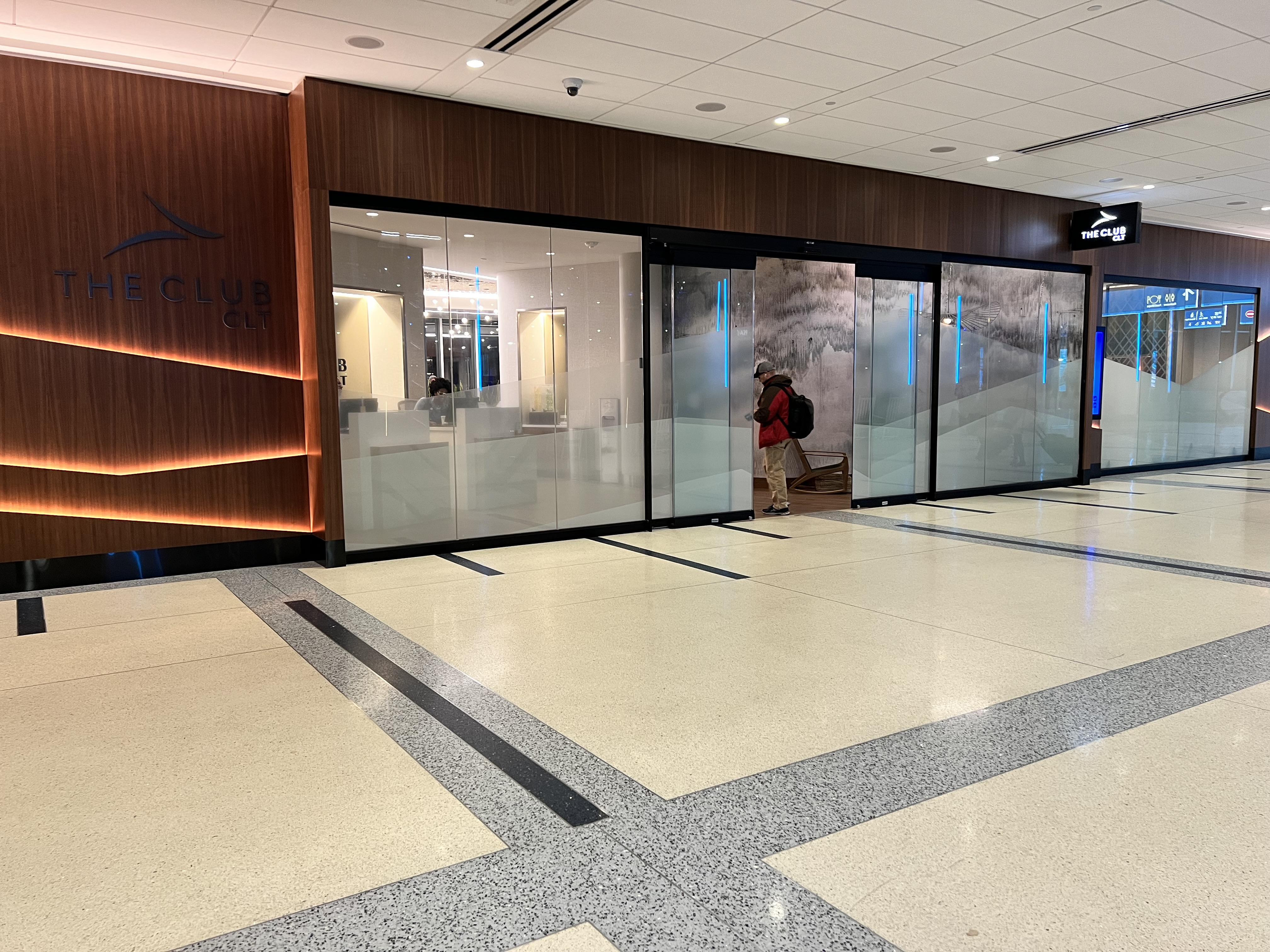
Exterior de la sala VIP The Club.

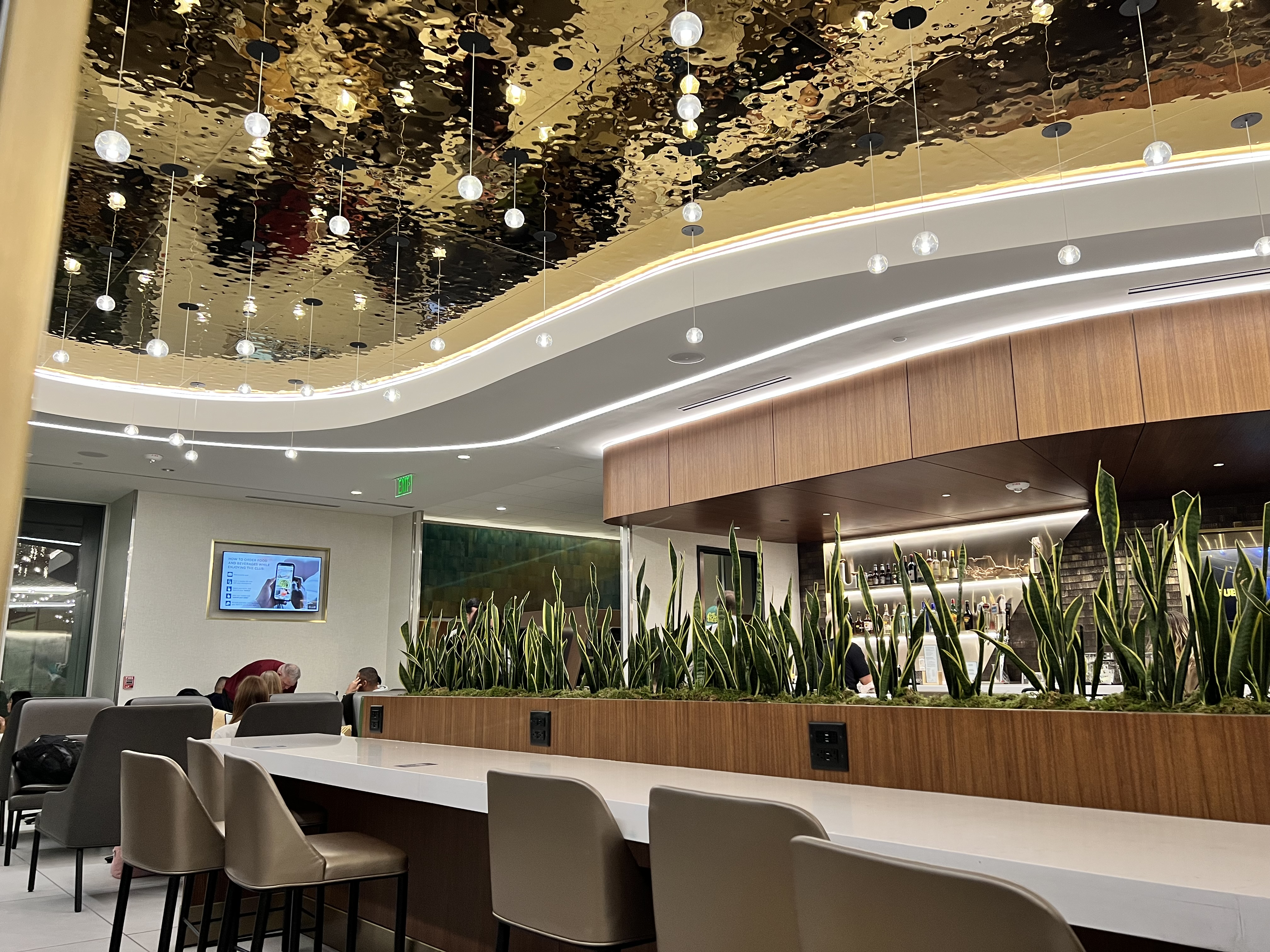
Sala VIP The Club.

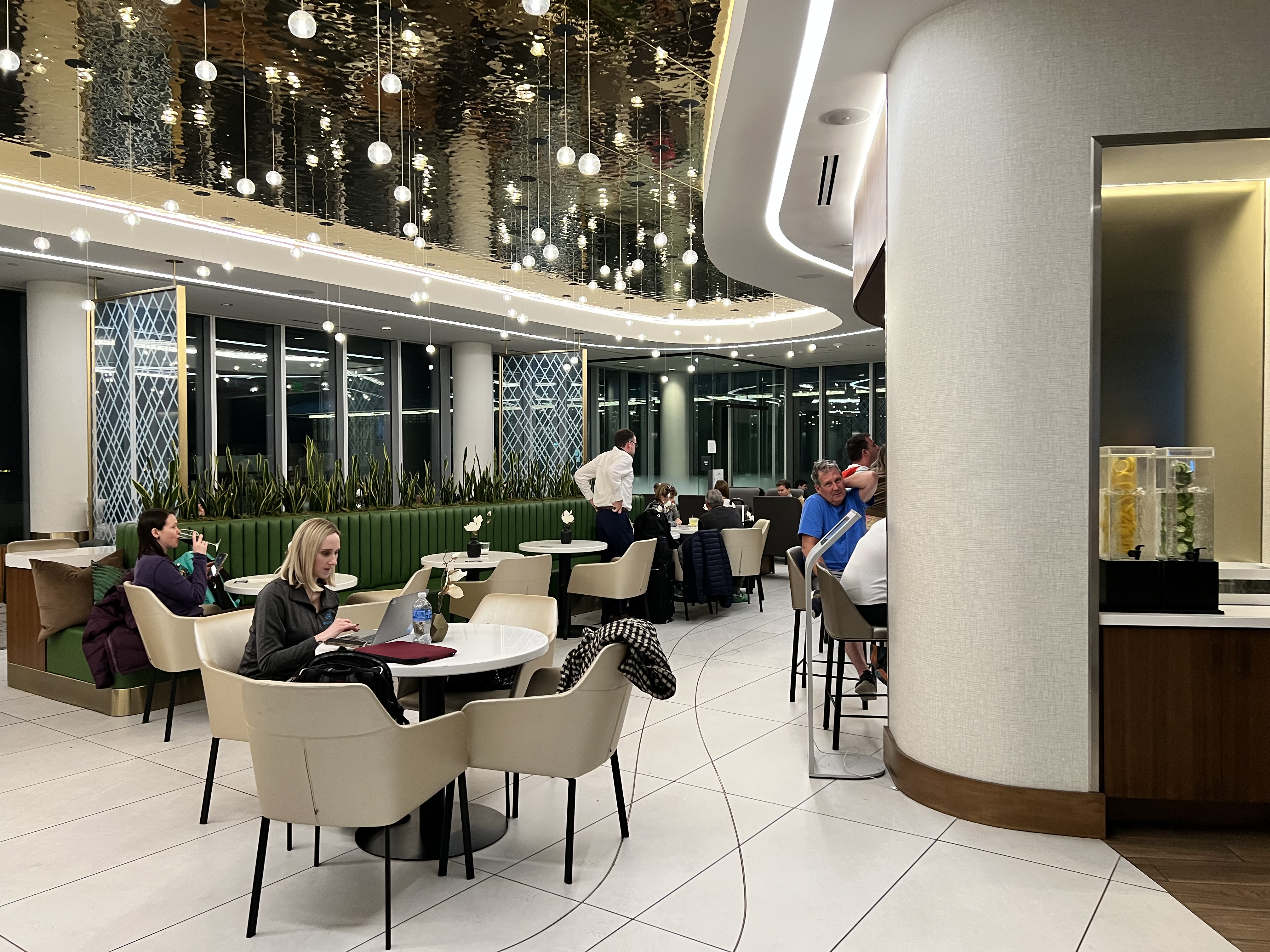
Sala VIP The Club.

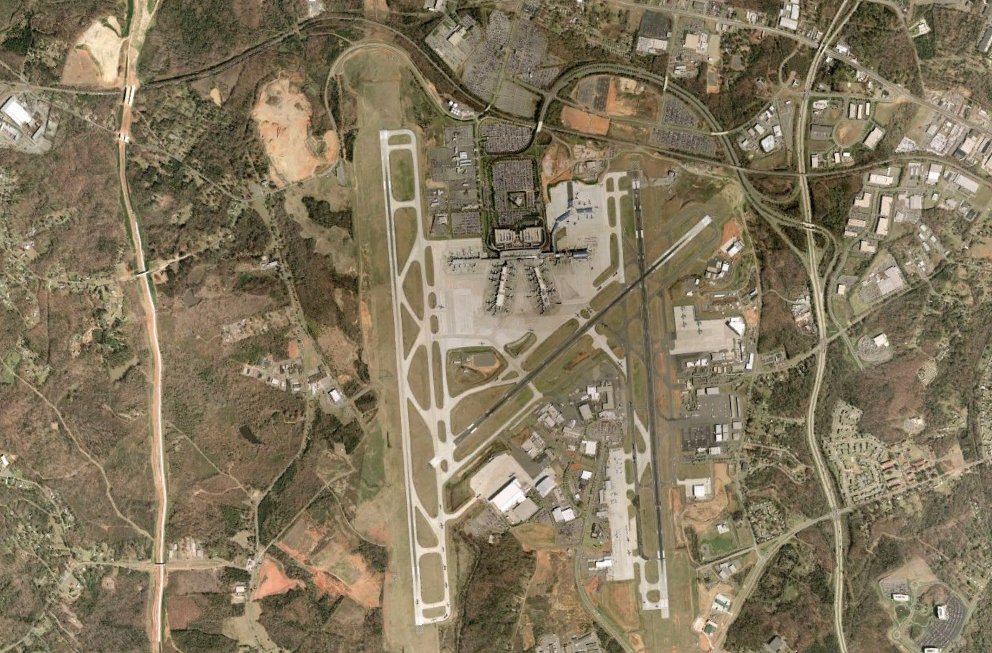
Vista aérea del aeropuerto.

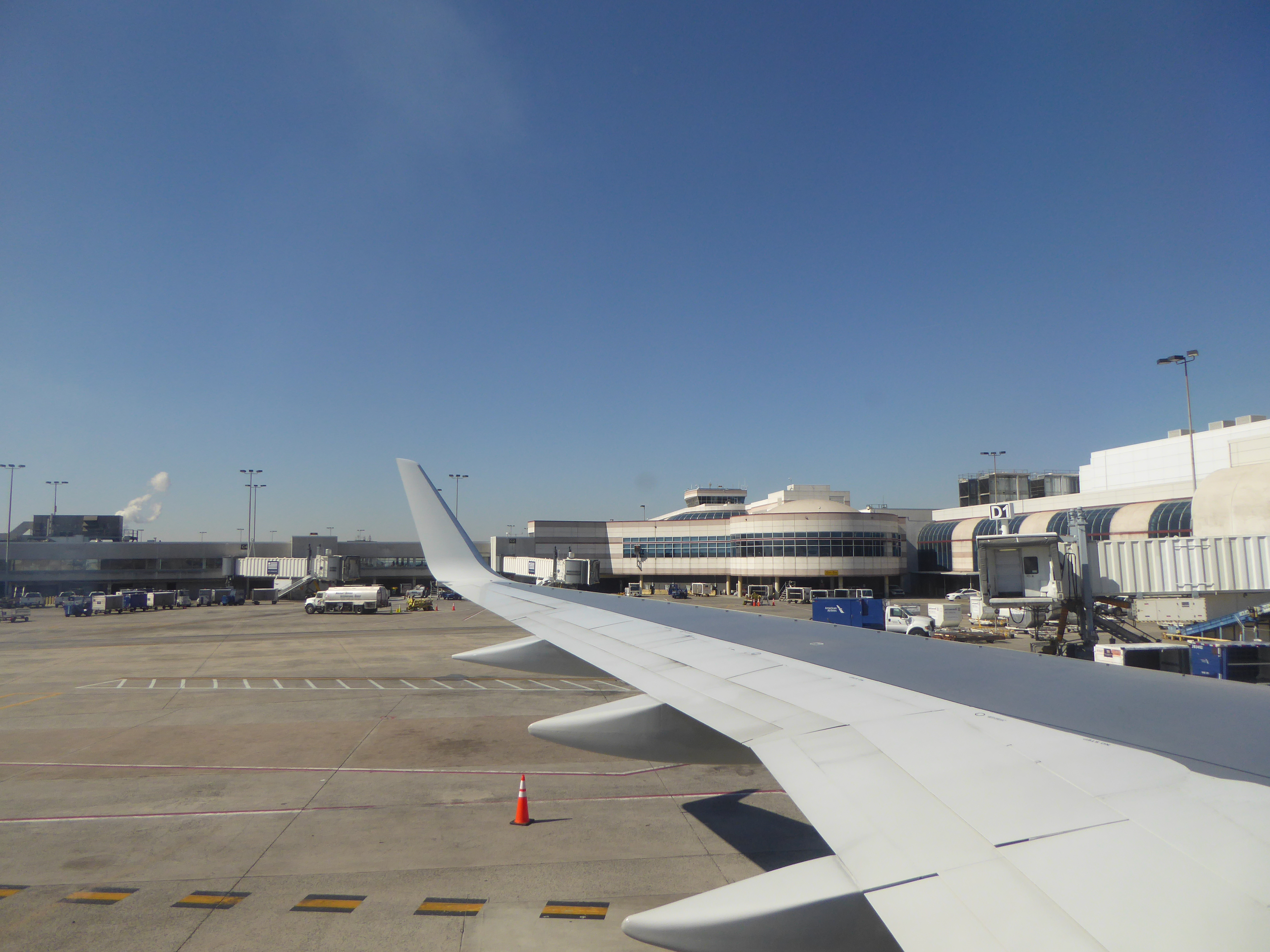
Lado aire del aeropuerto.

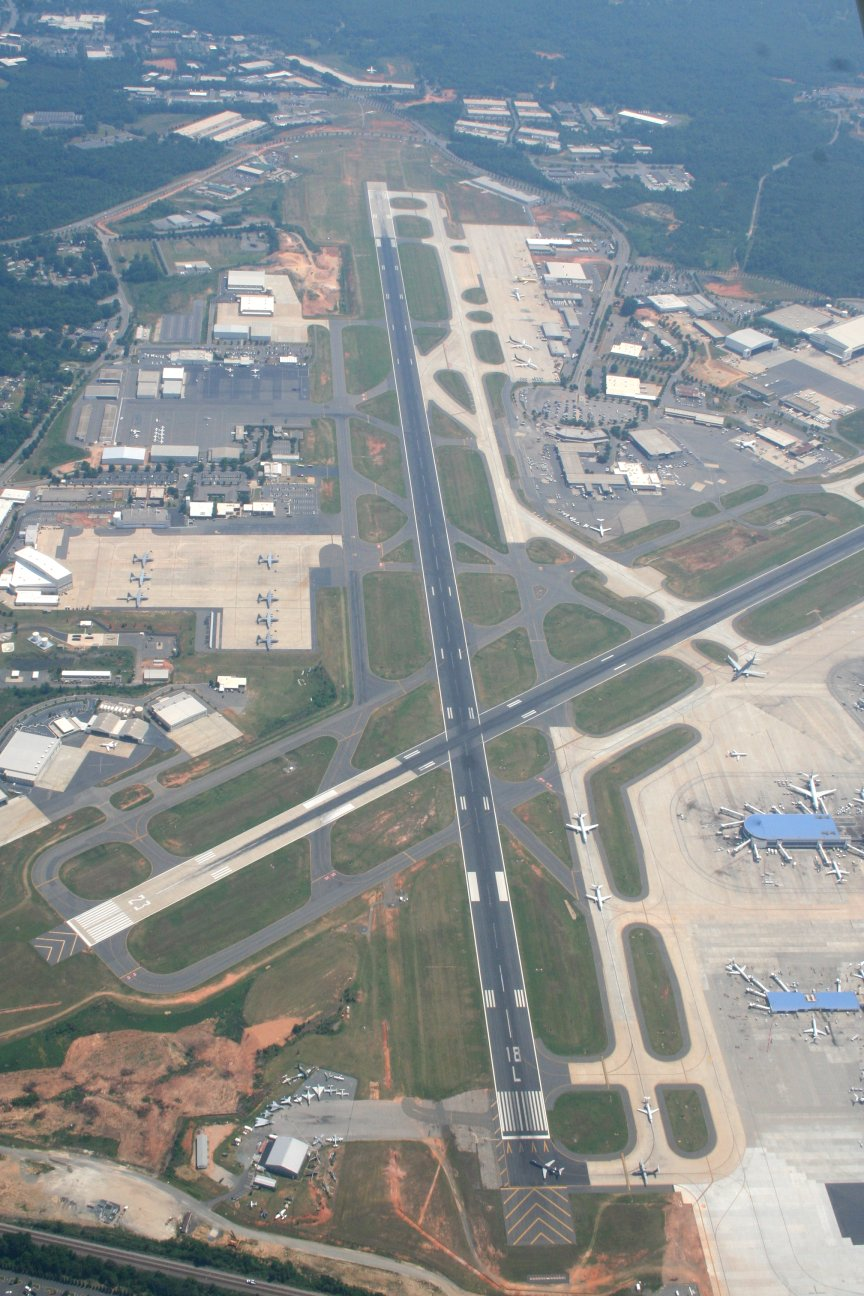
Vista de la pista 18L desde el aire.

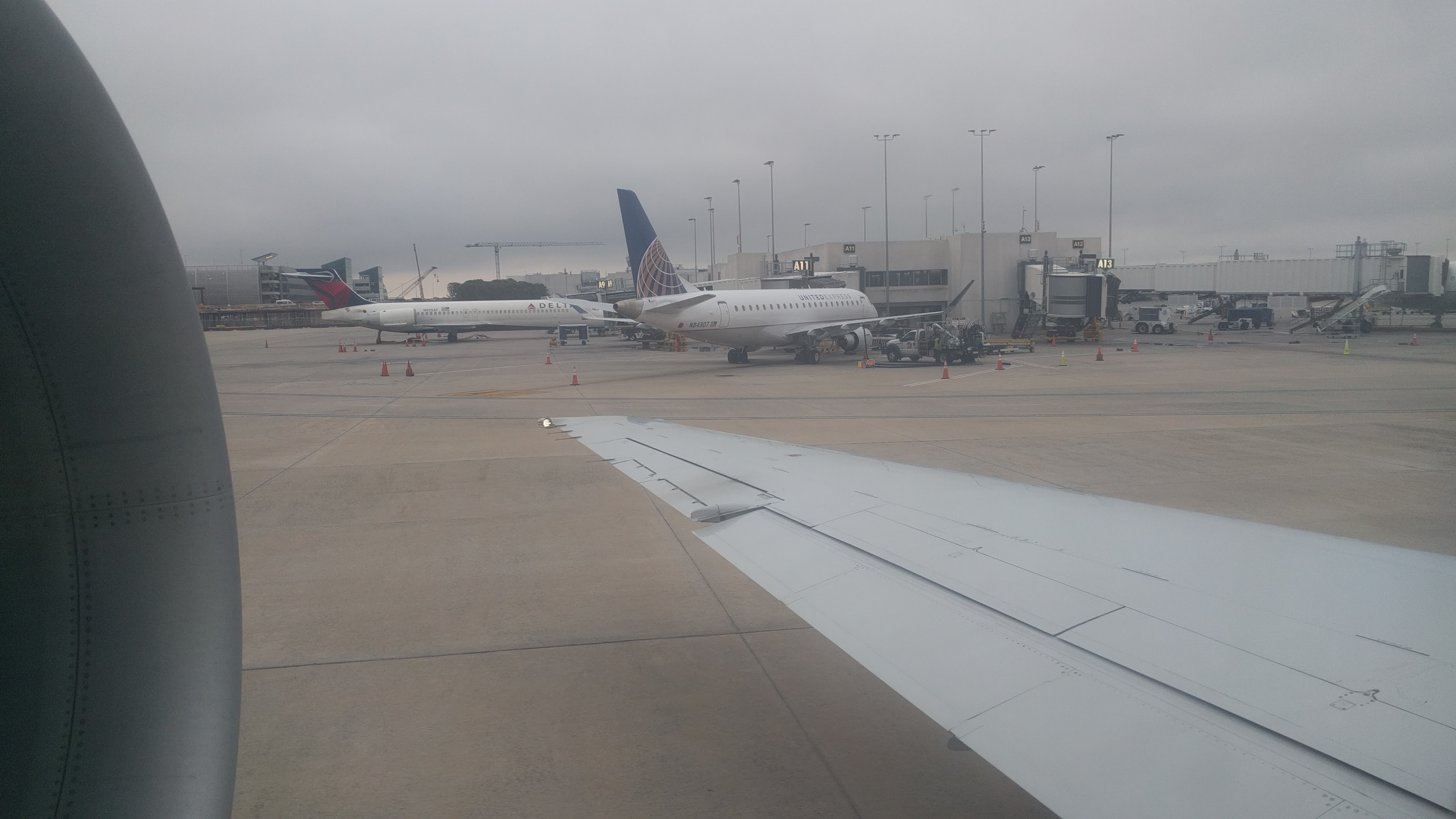
Aviones en la Sala A del aeropuerto.

Se ofrece servicio a 46 destinos internacionales (21 estacionales), a cargo de 7 aerolíneas.
| Ciudades                                                                      | Nombre del aeropuerto                                  | Aerolíneas                                                    | Sala         |              |              |
| Norteamérica                                                                  | Norteamérica                                           | Norteamérica                                                  | Norteamérica | Norteamérica | Norteamérica |
| ----------------------------------------------------------------------------- | ------------------------------------------------------ | ------------------------------------------------------------- | ------------ | ------------ | ------------ |
| Canadá (5 destinos [3 estacionales], 4 aerolíneas)                            |                                                        |                                                               |              |              |              |
| Calgary                                                                       | Aeropuerto Internacional de Calgary                    | American Airlines (Estacional)                                | E            |              |              |
| Montreal                                                                      | Aeropuerto Internacional Pierre Elliott Trudeau        | American Eagle                                                | E            |              |              |
| Quebec                                                                        | Aeropuerto Internacional Jean-Lesage de Quebec         | American Eagle (Estacional)                                   | E            |              |              |
| Toronto                                                                       | Aeropuerto Internacional Toronto Pearson               | Air Canada (Estacional) / Air Canada Express / American Eagle | A/E          |              |              |
| Vancouver                                                                     | Aeropuerto Internacional de Vancouver                  | American Airlines (Estacional)                                | E            |              |              |
| México (5 destinos [2 estacionales], 2 aerolíneas)                            |                                                        |                                                               |              |              |              |
| Cancún                                                                        | Aeropuerto Internacional de Cancún                     | American Airlines                                             | D            |              |              |
| Ciudad de México                                                              | Aeropuerto Internacional de la Ciudad de México        | American Airlines                                             | D            |              |              |
| Guadalajara                                                                   | Aeropuerto Internacional de Guadalajara                | Volaris                                                       | D            |              |              |
| Cozumel                                                                       | Aeropuerto Internacional de Cozumel                    | American Airlines (Estacional)                                | D            |              |              |
| San José del Cabo                                                             | Aeropuerto Internacional de Los Cabos                  | American Airlines (Estacional)                                | D            |              |              |
| El Caribe                                                                     |                                                        |                                                               |              |              |              |
| Antigua y Barbuda (1 destino [estacional], 1 aerolínea)                       |                                                        |                                                               |              |              |              |
| Antigua                                                                       | Aeropuerto Internacional V. C. Bird                    | American Airlines (Estacional)                                | D            |              |              |
| Aruba (1 destino, 1 aerolínea)                                                |                                                        |                                                               |              |              |              |
| Oranjestad                                                                    | Aeropuerto Internacional Reina Beatrix                 | American Airlines                                             | D            |              |              |
| Bahamas (6 destinos [3 estacionales], 2 aerolíneas)                           |                                                        |                                                               |              |              |              |
| Eleuthera Norte                                                               | Aeropuerto de Eleuthera Norte                          | American Eagle                                                | D            |              |              |
| Freeport                                                                      | Aeropuerto Internacional de Grand Bahama               | American Eagle (Estacional)                                   | D            |              |              |
| George Town                                                                   | Aeropuerto Internacional de Exuma                      | American Airlines (Estacional) / American Eagle               | D            |              |              |
| Governor's Harbour                                                            | Aeropuerto de Governor's Harbour                       | American Eagle (Estacional)                                   | D            |              |              |
| Marsh Harbour                                                                 | Aeropuerto de Marsh Harbour                            | American Eagle (Estacional)                                   | D            |              |              |
| Nasáu                                                                         | Aeropuerto Internacional Lynden Pindling               | American Airlines                                             | D            |              |              |
| Barbados (1 destino, 1 aerolínea)                                             |                                                        |                                                               |              |              |              |
| Bridgetown                                                                    | Aeropuerto Internacional Grantley Adams                | American Airlines                                             | D            |              |              |
| Bermudas (1 destino, 1 aerolínea)                                             |                                                        |                                                               |              |              |              |
| Hamilton                                                                      | Aeropuerto Internacional L.F. Wade                     | American Airlines                                             | D            |              |              |
| Curazao (1 destino, 1 aerolínea)                                              |                                                        |                                                               |              |              |              |
| Willemstad                                                                    | Aeropuerto Internacional Hato                          | American Airlines                                             | D            |              |              |
| Granada (1 destino [estacional], 1 aerolínea)                                 |                                                        |                                                               |              |              |              |
| Saint George                                                                  | Aeropuerto Internacional Maurice Bishop                | American Airlines (Estacional)                                | D            |              |              |
| Islas Caimán (1 destino, 1 aerolínea)                                         |                                                        |                                                               |              |              |              |
| Gran Caimán                                                                   | Aeropuerto Internacional Owen Roberts                  | American Airlines                                             | D            |              |              |
| Islas Turcas y Caicos (1 destino, 1 aerolínea)                                |                                                        |                                                               |              |              |              |
| Providenciales                                                                | Aeropuerto Internacional de Providenciales             | American Airlines                                             | D            |              |              |
| Islas Vírgenes de los Estados Unidos (2 destinos [1 estacional], 1 aerolínea) |                                                        |                                                               |              |              |              |
| Santa Cruz                                                                    | Aeropuerto Internacional Henry E. Rohlsen              | American Airlines (Estacional)                                | B            |              |              |
| Santo Tomás                                                                   | Aeropuerto Internacional Cyril E. King                 | American Airlines                                             | B            |              |              |
| Jamaica (1 destino, 1 aerolínea)                                              |                                                        |                                                               |              |              |              |
| Montego Bay                                                                   | Aeropuerto Internacional Sir Donald Sangster           | American Airlines                                             | D            |              |              |
| Puerto Rico (1 destino, 1 aerolínea)                                          |                                                        |                                                               |              |              |              |
| San Juan                                                                      | Aeropuerto Internacional Luis Muñoz Marín              | American Airlines                                             | B            |              |              |
| República Dominicana (2 destinos [1 estacional], 1 aerolínea)                 |                                                        |                                                               |              |              |              |
| Puerto Plata                                                                  | Aeropuerto Internacional Gregorio Luperón              | American Airlines (Estacional)                                | D            |              |              |
| Punta Cana                                                                    | Aeropuerto Internacional de Punta Cana                 | American Airlines                                             | D            |              |              |
| San Cristóbal y Nieves (1 destino [estacional], 1 aerolínea)                  |                                                        |                                                               |              |              |              |
| Basseterre                                                                    | Aeropuerto Internacional Robert L. Bradshaw            | American Airlines (Estacional)                                | D            |              |              |
| Santa Lucía (1 destino, 1 aerolínea)                                          |                                                        |                                                               |              |              |              |
| Castries                                                                      | Aeropuerto Internacional Hewanorra                     | American Airlines                                             | D            |              |              |
| San Martín (1 destino, 1 aerolínea)                                           |                                                        |                                                               |              |              |              |
| Philipsburg                                                                   | Aeropuerto Internacional Princesa Juliana              | American Airlines                                             | D            |              |              |
| San Vicente y las Granadinas (1 destino [estacional], 1 aerolínea)            |                                                        |                                                               |              |              |              |
| Kingstown                                                                     | Aeropuerto Internacional de Argyle                     | American Airlines (Estacional)                                | D            |              |              |
| Centroamérica                                                                 |                                                        |                                                               |              |              |              |
| Belice (1 destino [estacional], 1 aerolínea)                                  |                                                        |                                                               |              |              |              |
| Ciudad de Belice                                                              | Aeropuerto Internacional Philip S. W. Goldson          | American Airlines (Estacional)                                | D            |              |              |
| Costa Rica (2 destinos, 1 aerolínea)                                          |                                                        |                                                               |              |              |              |
| Liberia                                                                       | Aeropuerto de Guanacaste                               | American Airlines                                             | D            |              |              |
| San José                                                                      | Aeropuerto Internacional Juan Santamaría               | American Airlines                                             | D            |              |              |
| Europa                                                                        |                                                        |                                                               |              |              |              |
| Alemania (2 destinos [1 estacional], 2 aerolíneas)                            |                                                        |                                                               |              |              |              |
| Fráncfort                                                                     | Aeropuerto de Fráncfort del Meno                       | American Airlines                                             | D            |              |              |
| Múnich                                                                        | Aeropuerto Internacional de Múnich-Franz Josef Strauss | American Airlines / Lufthansa                                 | D            |              |              |
| España (1 destino, 1 aerolínea)                                               |                                                        |                                                               |              |              |              |
| Madrid                                                                        | Aeropuerto Adolfo Suárez Madrid-Barajas                | American Airlines                                             | D            |              |              |
| Francia (1 destino [estacional], 1 aerolínea)                                 |                                                        |                                                               |              |              |              |
| París                                                                         | Aeropuerto de París-Charles de Gaulle                  | American Airlines (Estacional)                                | D            |              |              |
| Grecia (1 destino, 1 aerolínea)                                               |                                                        |                                                               |              |              |              |
| Atenas                                                                        | Aeropuerto Internacional Eleftherios Venizelos         | American Airlines (Estacional)                                | D            |              |              |
| Irlanda (1 destino [estacional], 1 aerolínea)                                 |                                                        |                                                               |              |              |              |
| Dublín                                                                        | Aeropuerto de Dublín                                   | American Airlines (Estacional)                                | D            |              |              |
| Italia (1 destino [estacional], 1 aerolínea)                                  |                                                        |                                                               |              |              |              |
| Roma                                                                          | Aeropuerto de Roma-Fiumicino                           | American Airlines (Estacional)                                | D            |              |              |
| Reino Unido (1 destino, 1 aerolínea)                                          |                                                        |                                                               |              |              |              |
| Londres                                                                       | Aeropuerto de Londres-Heathrow                         | American Airlines                                             | D            |              |              |
| Asia                                                                          |                                                        |                                                               |              |              |              |
| EAU (1 destino, 2 aerolínea)                                                  |                                                        |                                                               |              |              |              |
| Abu Dabi                                                                      | Aeropuerto Internacional Zayed                         | Etihad Airways (inicia el 4 de mayo de 2026)                  | ASA          |              |              |
| Total: 46 destinos (21 estacionales), 28 países, 7 aerolíneas                 |                                                        |                                                               |              |              |              |

## Estadísticas

### Rutas más transitadas
| Número | Ciudad                      | Pasajeros | Aerolínea                                                             |
| ------ | --------------------------- | --------- | --------------------------------------------------------------------- |
| 1      | Orlando, Florida            | 848,000   | American Airlines, Frontier Airlines, Spirit Airlines                 |
| 2      | Nueva York, Nueva York      | 698,000   | American Airlines, Delta Connection, Spirit Airlines                  |
| 3      | Dallas, Texas               | 665,000   | American Airlines, Spirit Airlines                                    |
| 4      | Chicago, Illinois           | 638,000   | American Airlines, United Airlines, United Express, Spirit Airlines   |
| 5      | Boston, Massachusetts       | 615,000   | American Airlines, Delta Connection, JetBlue Airways, Spirit Airlines |
| 6      | Miami, Florida              | 576,000   | American Airlines, Spirit Airlines                                    |
| 7      | Tampa, Florida              | 564,000   | American Airlines, Spirit Airlines                                    |
| 8      | Fort Lauderdale, Florida    | 554,000   | American Airlines, Spirit Airlines                                    |
| 9      | Filadelfia, Pensilvania     | 540,000   | American Airlines, Frontier Airlines                                  |
| 10     | Raleigh, Carolina del Norte | 518,000   | American Airlines                                                     |

| Número | Aeropuerto                            | Pasajeros | Aerolínea                                             |
| ------ | ------------------------------------- | --------- | ----------------------------------------------------- |
| 1      | Cancún, México                        | 501,113   | American Airlines                                     |
| 2      | Londres, Reino Unido                  | 485,265   | American Airlines                                     |
| 3      | Punta Cana, República Dominicana      | 366,143   | American Airlines                                     |
| 4      | Montego Bay, Jamaica                  | 347,083   | American Airlines                                     |
| 5      | Toronto, Canadá                       | 293,215   | Air Canada Express, American Airlines, American Eagle |
| 6      | Múnich, Alemania                      | 283,467   | American Airlines, Lufthansa                          |
| 7      | Nasáu, Bahamas                        | 219,786   | American Airlines                                     |
| 8      | Oranjestad, Aruba                     | 209,074   | American Airlines                                     |
| 9      | Providenciales, Islas Turcas y Caicos | 190,354   | American Airlines                                     |
| 10     | Madrid, España                        | 172,623   | American Airlines                                     |

### Tráfico anual
| Año  | Pasajeros  |  | Año  | Pasajeros  |  | Año  | Pasajeros  |
| ---- | ---------- |  | ---- | ---------- |  | ---- | ---------- |
| 2000 | 23,073,894 |  | 2010 | 38,254,207 |  | 2020 | 27,205,082 |
| 2001 | 23,177,555 |  | 2011 | 39,043,708 |  | 2021 | 43,302,230 |
| 2002 | 23,597,926 |  | 2012 | 41,228,372 |  | 2022 | 47,758,605 |
| 2003 | 23,062,570 |  | 2013 | 43,456,310 |  | 2023 | 53,446,295 |
| 2004 | 25,162,943 |  | 2014 | 44,279,504 |  | 2024 | 58,811,725 |
| 2005 | 28,206,052 |  | 2015 | 44,876,627 |  | 2025 |            |
| 2006 | 29,693,949 |  | 2016 | 44,422,022 |  | 2026 |            |
| 2007 | 33,165,688 |  | 2017 | 45,909,899 |  | 2027 |            |
| 2008 | 34,739,020 |  | 2018 | 46,444,380 |  | 2028 |            |
| 2009 | 34,536,666 |  | 2019 | 50,168,783 |  | 2029 |            |

## Aeropuertos cercanos
Los aeropuertos más cercanos son:
- Aeropuerto de Smith Reynolds (120km)
- Aeropuerto Internacional de Greenville-Spartanburg (122km)
- Aeropuerto Internacional Piedmont Triad (132km)
- Aeropuerto Metropolitano de Columbia (143km)
- Aeropuerto Regional de Asheville (147km)